# Wereldkampioenschap voetbal 2014 (kwalificatie CONCACAF)
Namens de Noord-Amerikaanse voetbalbond CONCACAF namen alle 35 FIFA-leden deel aan de kwalificatie om drie of vier beschikbare plaatsen in de eindronde van het wereldkampioenschap voetbal 2014.
De vierde plaats hing af van de intercontinentale play-off tussen de nummer 4 van de CONCACAF en de winnaar van de OFC-groep. Hierin won Mexico het van Nieuw-Zeeland (5–1 thuis, 4–2 uit).

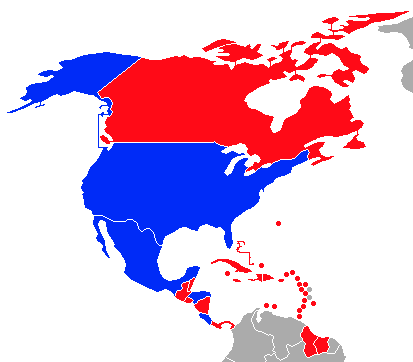
Gekwalificeerde landen
Landen die niet gekwalificeerd zijn

## Gekwalificeerde landen
| FIFA-lid         | Kwalificatie                  | Kwal. datum | Aantal dln. (incl. 2014) | Eerste dln. | Laatste dln. | Dln. op rij | Titels (excl. 2014) | Beste prestatie |
| ---------------- | ----------------------------- | ----------- | ------------------------ | ----------- | ------------ | ----------- | ------------------- | --------------- |
| Verenigde Staten | Nr. 1 CONCACAF                | 10/09/2013  | 10                       | 1930        | 2010         | 7           | 0                   | Halve finale    |
| Costa Rica       | Nr. 2 CONCACAF                | 10/09/2013  | 4                        | 1990        | 2006         | 1           | 0                   | Achtste finale  |
| Honduras         | Nr. 3 CONCACAF                | 16/10/2013  | 3                        | 1982        | 2010         | 2           | 0                   | Eerste ronde    |
| Mexico           | Winnaar play-off OFC/CONCACAF | 20/11/2013  | 15                       | 1930        | 2010         | 6           | 0                   | Kwartfinale     |

## Opzet
De loting voor de eerste drie rondes werd gebaseerd op de FIFA-ranglijst van maart 2011. De opzet van het kwalificatietoernooi was als volgt.
1. Eerste ronde: de tien laagst genoteerde landen op de FIFA-ranglijst speelden om vijf plaatsen in de tweede ronde (15 juni – 12 juli 2011).
2. Tweede ronde: de vijf winnaars van de eerste ronde speelden met 19 landen, de nummers 7 t/m 25 van de FIFA-ranglijst in zes groepen van vier teams om zes plaatsen in de derde ronde (2 september 2011 – 15 november 2011)
3. Derde ronde: de zes groepswinnaars speelden met de top zes landen op de FIFA-ranglijst in drie groepen van vier teams. De nummers 1 en 2 van de groepen plaatsen zich voor de vierde ronde (8 juni 2012 – 16 oktober 2012).
4. Vierde ronde: De zes gekwalificeerde teams speelden in een groep. De nummers een, twee en drie plaatsen zich rechtstreeks voor de WK eindronde, de nummer vier kwalificeerde zich voor de play-off tegen de winnaar van de OFC-groep (6 februari 2013 – 15 oktober 2013).

## Deelnemende landen
| Beginnen in de 3e ronde (nr. 1 t/m 6)                                                               | Beginnen in de 2e ronde (nr. 7 t/m 25) | Beginnen in de 1e ronde (nr. 26 t/m 35) |
| --------------------------------------------------------------------------------------------------- | --- | --- |
| 1. Verenigde Staten (19) 2. Mexico (27) 3. HON (38) 4. Jamaica (48) 5. Costa Rica (53) 6. Cuba (64) | 1. Panama (68) 2. Canada (84) 3. El Salvador (92) 4. Grenada (94) 5. Trinidad en Tobago (95) 6. Haïti (99) 7. Antigua en Barbuda (101) 8. Guyana (109) 9. Suriname (114) 10. Saint Kitts en Nevis (119) 11. Guatemala (125) 12. Dominica (130) 13. Puerto Rico (131) 14. Barbados (137) 15. Curaçao (146) 16. Saint Vincent en de Grenadines (148) 17. Kaaimaneilanden (158) 18. Nicaragua (164) 19. Bermuda (165) | 1. Belize (166) 2. Dominicaanse Republiek (166) 3. Britse Maagdeneilanden (177) 4. Saint Lucia (182) 5. Turks- en Caicoseilanden (193) 6. Bahama's (193) 7. Aruba (199) 8. Amerikaanse Maagdeneilanden (200) 9. Anguilla (202) 10. Montserrat (202) |

## Data
De wedstrijden werden gepland op de data in het schema.
| Ronde        | Wedstrijddag     | Datum                  |
| ------------ | ---------------- | ---------------------- |
| Eerste ronde | Eerste wedstrijd | 15 juni – 17 juli 2011 |
| Eerste ronde | Tweede wedstrijd | 15 juni – 17 juli 2011 |
| Tweede ronde | Wedstrijddag 1   | 2–18 september 2011    |
| Tweede ronde | Wedstrijddag 2   | 2–18 september 2011    |
| Tweede ronde | Wedstrijddag 3   | 7–15 oktober 2011      |
| Tweede ronde | Wedstrijddag 4   | 7–15 oktober 2011      |
| Tweede ronde | Wedstrijddag 5   | 11–15 november 2011    |
| Tweede ronde | Wedstrijddag 6   | 11–15 november 2011    |
| Derde ronde  | Wedstrijddag 1   | 8–12 juni 2012         |
| Derde ronde  | Wedstrijddag 2   | 8–12 juni 2012         |
| Derde ronde  | Wedstrijddag 3   | 7–11 september 2012    |
| Derde ronde  | Wedstrijddag 4   | 7–11 september 2012    |
| Derde ronde  | Wedstrijddag 5   | 12–16 oktober 2012     |
| Derde ronde  | Wedstrijddag 6   | 12–16 oktober 2012     |

| Ronde        | Wedstrijddag    | Datum               |
| ------------ | --------------- | ------------------- |
| Vierde ronde | Wedstrijddag 1  | 6 februari 2013     |
| Vierde ronde | Wedstrijddag 2  | 22–26 maart 2013    |
| Vierde ronde | Wedstrijddag 3  | 22–26 maart 2013    |
| Vierde ronde | Wedstrijddag 4  | 4–18 juni 2013      |
| Vierde ronde | Wedstrijddag 5  | 4–18 juni 2013      |
| Vierde ronde | Wedstrijddag 6  | 4–18 juni 2013      |
| Vierde ronde | Wedstrijddag 7  | 6–10 september 2013 |
| Vierde ronde | Wedstrijddag 8  | 6–10 september 2013 |
| Vierde ronde | Wedstrijddag 9  | 11–15 oktober 2013  |
| Vierde ronde | Wedstrijddag 10 | 11–15 oktober 2013  |

## Eerste ronde

### Loting
Tijdens de loting in de eerste ronde werden er steeds twee van de 10 deelnemende landen aan elkaar gekoppeld. De twee aan elkaar gekoppelde landen speelden twee keer tegen elkaar, een uit- en thuiswedstrijd. De winnaars over twee wedstrijden kwalificeert zich voor de tweede ronde.  
De wedstrijden in de eerste ronde vonden in juni en juli 2011 plaats.

### Wedstrijden
| Team 1                      | Tot. | Team 2                 | 1e wedstr. | 2e wedstr. |
| --------------------------- | ---- | ---------------------- | ---------- | ---------- |
| Turks- en Caicoseilanden    | 0–10 | Bahama's               | 0 – 4      | 0 – 6      |
| Amerikaanse Maagdeneilanden | 4–1  | Britse Maagdeneilanden | 2 – 0      | 2 – 1      |
| Anguilla                    | 0–6  | Dominicaanse Republiek | 0 – 2      | 0 – 4      |
| Aruba                       | 6–6  | Saint Lucia            | 4 – 2      | 2 – 4      |
| Montserrat                  | 3–8  | Belize                 | 2 – 5      | 1 – 3      |

|                                               |                  |         |                                              |                                                                                               |
| 15 juni 2011 «onderlinge duels» 18:00 (UTC−4) | Montserrat       | 2 – 5   | Belize                                       | Ato Boldonstadion, Couva (Trinidad en Tobago) Toeschouwers: 100 Scheidsrechter: Bryan Willett |
| 15 juni 2011 «onderlinge duels» 18:00 (UTC−4) | Hodgson 44', 86' | Verslag | McCaulay 24', 75', 83' Róches 50' Kuylen 53' | Ato Boldonstadion, Couva (Trinidad en Tobago) Toeschouwers: 100 Scheidsrechter: Bryan Willett |

|                                               |                                     |         |             |                                                                                           |
| 17 juli 2011 «onderlinge duels» 16:00 (UTC−6) | Belize                              | 3 – 1   | Montserrat  | Estadio Olímpico, San Pedro Sula (Honduras) Toeschouwers: 150 Scheidsrechter: Oscar Reyna |
| 17 juli 2011 «onderlinge duels» 16:00 (UTC−6) | Jiménez 23' McCaulay 59' Méndez 61' | Verslag | Hodgson 58' | Estadio Olímpico, San Pedro Sula (Honduras) Toeschouwers: 150 Scheidsrechter: Oscar Reyna |

Belize wint met 8–3 over twee wedstrijden en kwalificeert zich voor de tweede ronde.
|                                              |          |         |                        | |
| 8 juli 2011 «onderlinge duels» 15:30 (UTC−4) | Anguilla | 0 – 2   | Dominicaanse Republiek | Estadio Panamericano, San Cristóbal (Dominicaanse Republiek) Toeschouwers: 1.000 Scheidsrechter: Neal Brizan |
| 8 juli 2011 «onderlinge duels» 15:30 (UTC−4) |          | Verslag | Peralta 7' Faña 42'    | Estadio Panamericano, San Cristóbal (Dominicaanse Republiek) Toeschouwers: 1.000 Scheidsrechter: Neal Brizan |

|                                               |                                       |         |          |                                                                                     |
| 10 juli 2011 «onderlinge duels» 15:30 (UTC−4) | Dominicaanse Republiek                | 4 – 0   | Anguilla | Estadio Panamericano, San Cristóbal Toeschouwers: 1.500 Scheidsrechter: Marcos Brea |
| 10 juli 2011 «onderlinge duels» 15:30 (UTC−4) | Navarro 18', 42' Sánchez 27' Faña 58' | Verslag |          | Estadio Panamericano, San Cristóbal Toeschouwers: 1.500 Scheidsrechter: Marcos Brea |

Dominicaanse Republiek wint met 5–0 over twee wedstrijden en kwalificeert zich voor de tweede ronde.
|                                              |                             |         |                        |                                                                                          |
| 3 juli 2011 «onderlinge duels» 16:00 (UTC−4) | Amerikaanse Maagdeneilanden | 2 – 0   | Britse Maagdeneilanden | Lionel Roberts Park, Charlotte Amalie Toeschouwers: 350 Scheidsrechter: Mauricio Navarro |
| 3 juli 2011 «onderlinge duels» 16:00 (UTC−4) | Lesmond 7' Klopp 57'        | Verslag |                        | Lionel Roberts Park, Charlotte Amalie Toeschouwers: 350 Scheidsrechter: Mauricio Navarro |

|                                               |                        |         |                             |                                                                           |
| 10 juli 2011 «onderlinge duels» 15:00 (UTC−4) | Britse Maagdeneilanden | 1 – 2   | Amerikaanse Maagdeneilanden | Sherly Ground, Road Town Toeschouwers: 600 Scheidsrechter: Kevin Morrison |
| 10 juli 2011 «onderlinge duels» 15:00 (UTC−4) | Peters 38'             | Verslag | Thomas 2' Klopp 90+3'       | Sherly Ground, Road Town Toeschouwers: 600 Scheidsrechter: Kevin Morrison |

Amerikaanse Maagdeneilanden wint met 4–1 over twee wedstrijden en kwalificeert zich voor de tweede ronde.
|                                              |                                                           |         |                       |                                                                            |
| 9 juli 2011 «onderlinge duels» 20:00 (UTC−4) | Aruba                                                     | 4 – 2   | Saint Lucia           | Trinidadstadion, Oranjestad Toeschouwers: 300 Scheidsrechter: Nolan Foster |
| 9 juli 2011 «onderlinge duels» 20:00 (UTC−4) | Santos de Gouveia 13' Escalona 48' Gomez 76' D. Abdul 85' | Verslag | Edward 20' Valcin 46' | Trinidadstadion, Oranjestad Toeschouwers: 300 Scheidsrechter: Nolan Foster |

|                                               |                                         |              |                                    |                                                                                  |
| 12 juli 2011 «onderlinge duels» 15:30 (UTC−4) | Saint Lucia                             | 4 – 2 (n.v.) | Aruba                              | Mindoo Philip Park, Castries Toeschouwers: 500 Scheidsrechter: Stanley Lancaster |
| 12 juli 2011 «onderlinge duels» 15:30 (UTC−4) | J. Joseph 14', 29', 71' Frederick 74'   | Verslag      | Gomez 44' Barradas 76'             | Mindoo Philip Park, Castries Toeschouwers: 500 Scheidsrechter: Stanley Lancaster |
| 12 juli 2011 «onderlinge duels» 15:30 (UTC−4) | Strafschoppen                           |              |                                    | Mindoo Philip Park, Castries Toeschouwers: 500 Scheidsrechter: Stanley Lancaster |
| 12 juli 2011 «onderlinge duels» 15:30 (UTC−4) | Pierre Justin Frederick Edward Williams | 5–4          | Bergen Baten Barradas Gomez Cruden | Mindoo Philip Park, Castries Toeschouwers: 500 Scheidsrechter: Stanley Lancaster |

Over twee wedstrijden stond het 6–6, Sint Lucia kwalificeert zich na strafschoppen voor de tweede ronde.
|                                              |                          |         |                                             |                                                                                 |
| 2 juli 2011 «onderlinge duels» 17:00 (UTC−4) | Turks- en Caicoseilanden | 0 – 4   | Bahama's                                    | Nationaal Stadion, Providenciales Toeschouwers: 1.021 Scheidsrechter: Hugo Cruz |
| 2 juli 2011 «onderlinge duels» 17:00 (UTC−4) |                          | Verslag | Jean 32', 61' Hepple 36' (pen.) Louis 90+2' | Nationaal Stadion, Providenciales Toeschouwers: 1.021 Scheidsrechter: Hugo Cruz |

|                                              |                                                    |         |                          |                                                                                            |
| 9 juli 2011 «onderlinge duels» 16:00 (UTC−4) | Bahama's                                           | 6 – 0   | Turks- en Caicoseilanden | Roscow A. L. Davies Soccer Field, Nassau Toeschouwers: 1.600 Scheidsrechter: Javier Santos |
| 9 juli 2011 «onderlinge duels» 16:00 (UTC−4) | Gibson 4' (e.d.) St. Fleur 17', 64', 73', 84', 90' | Verslag |                          | Roscow A. L. Davies Soccer Field, Nassau Toeschouwers: 1.600 Scheidsrechter: Javier Santos |

Bahama's wint met 10–0 over twee wedstrijden en kwalificeert zich voor de tweede ronde.

## Tweede ronde
Hierin speelden de vijf winnaars van de eerste ronde met 19 landen (de nummers 7 t/m 25 van de FIFA-ranglijst) in zes groepen van vier teams. De loting vond plaats in Brazilië op 31 juli 2011. De groepswinnaars plaatsten zich voor de derde ronde. De wedstrijden werden tussen 2 september en 15 november gespeeld. Tussen haakjes de FIFA-ranking van maart 2011.
In vergelijking met het vorige WK plaatsten alleen drie van de twaalf zich niet voor de tweede ronde, Haïti en Trinidad en Tobago werden respectievelijk uitgeschakeld door Antigua en Barbuda en Guyana, Panama nam de plaats in van Suriname. 
| Pot 4 | Pot 5 | Pot 6 | Pot 7 |
| --- | --- | --- | --- |
| 1. Panama (68) 2. Canada (84) 3. El Salvador (92) 4. Grenada (94) 5. Trinidad en Tobago (95) 6. Haïti (99) | 1. Antigua en Barbuda (101) 2. Guyana (109) 3. Suriname (114) 4. Saint Kitts en Nevis (119) 5. Guatemala (125) 6. Dominica (130) | 1. Puerto Rico (131) 2. Barbados (137) 3. Curaçao (146) 4. Saint Vincent en de Grenadines (148) 5. Kaaimaneilanden (158) 6. Nicaragua (164) | 1. Bermuda (165) - Belize (166)† - Dominicaanse Republiek (166)† - Amerikaanse Maagdeneilanden (200)† - Saint Lucia (182)† - Bahama's (193)† |

† Winnaars uit de eerste ronde.

### Groep A
El Salvador had al voor de twee confrontaties met Suriname een ruime voorsprong van vijf punten, Suriname haalde slechts één punt tegen de Dominicaanse Republiek, terwijl El Salvador beide wedstrijden van de Dominicaanse Republiek won. De minimale kans op plaatsing voor Suriname ging verloren door een 1-3 nederlaag tegen El Salvador.
| Nr. | Land                   | GW | W | G | V | DV | DT | DS  | Ptn | Resultaat            |
| --- | ---------------------- | -- | - | - | - | -- | -- | --- | --- | -------------------- |
| 1   | El Salvador            | 6  | 6 | 0 | 0 | 20 | 5  | +15 | 18  | Naar de derde ronde. |
| 2   | Dominicaanse Republiek | 6  | 2 | 2 | 2 | 12 | 8  | +4  | 8   |                      |
| 3   | Suriname               | 6  | 2 | 1 | 3 | 5  | 11 | −6  | 7   |                      |
| 4   | Kaaimaneilanden        | 6  | 0 | 1 | 5 | 2  | 15 | −13 | 1   |                      |

|                                                   |                  |         |                 |                                                                                       |
| 2 september 2011 «onderlinge duels» 18:00 (UTC−3) | Suriname         | 1 – 0   | Kaaimaneilanden | André Kamperveenstadion, Paramaribo Toeschouwers: 1.000 Scheidsrechter: Adrian Skeete |
| 2 september 2011 «onderlinge duels» 18:00 (UTC−3) | Mando 11' (pen.) | Verslag |                 | André Kamperveenstadion, Paramaribo Toeschouwers: 1.000 Scheidsrechter: Adrian Skeete |

|                                                   |                              |         |                        |                                                                                          |
| 2 september 2011 «onderlinge duels» 19:30 (UTC−6) | El Salvador                  | 3 – 2   | Dominicaanse Republiek | Estadio Cuscatlán, San Salvador Toeschouwers: 25.272 Scheidsrechter: José Luis Rodríguez |
| 2 september 2011 «onderlinge duels» 19:30 (UTC−6) | Zelaya 54', 77' Bautista 63' | Verslag | 66' Cruz 89' Peralta   | Estadio Cuscatlán, San Salvador Toeschouwers: 25.272 Scheidsrechter: José Luis Rodríguez |

|                                                   |                        |         |                  |                                                                                     |
| 6 september 2011 «onderlinge duels» 15:00 (UTC−4) | Dominicaanse Republiek | 1 – 1   | Suriname         | Estadio Panamericano, San Cristóbal Toeschouwers: 2.300 Scheidsrechter: Raúl Castro |
| 6 september 2011 «onderlinge duels» 15:00 (UTC−4) | Ozuna 68'              | Verslag | 25' (pen.) Mando | Estadio Panamericano, San Cristóbal Toeschouwers: 2.300 Scheidsrechter: Raúl Castro |

|                                                   |                      |         |                                          |                                                                                   |
| 6 september 2011 «onderlinge duels» 19:30 (UTC−5) | Kaaimaneilanden      | 1 – 4   | El Salvador                              | Truman Boddenstadion, George Town Toeschouwers: 2.200 Scheidsrechter: Elmar Rodas |
| 6 september 2011 «onderlinge duels» 19:30 (UTC−5) | M. Ebanks 73' (pen.) | Verslag | 49' Bautista 62', 80' Anaya 90+3' García | Truman Boddenstadion, George Town Toeschouwers: 2.200 Scheidsrechter: Elmar Rodas |

|                                                 |                        |         |                              |                                                                                        |
| 7 oktober 2011 «onderlinge duels» 15:05 (UTC−4) | Dominicaanse Republiek | 1 – 2   | El Salvador                  | Estadio Panamericano, San Cristóbal Toeschouwers: 2.323 Scheidsrechter: Ricardo Cerdas |
| 7 oktober 2011 «onderlinge duels» 15:05 (UTC−4) | Ozuna 54'              | Verslag | 37' (pen.) Romero 67' Blanco | Estadio Panamericano, San Cristóbal Toeschouwers: 2.323 Scheidsrechter: Ricardo Cerdas |

|                                                 |                 |         |             |                                                                                       |
| 7 oktober 2011 «onderlinge duels» 19:30 (UTC−5) | Kaaimaneilanden | 0 – 1   | Suriname    | Truman Boddenstadion, George Town Toeschouwers: 2.100 Scheidsrechter: Edvin Jurisevic |
| 7 oktober 2011 «onderlinge duels» 19:30 (UTC−5) |                 | Verslag | 57' Drenthe | Truman Boddenstadion, George Town Toeschouwers: 2.100 Scheidsrechter: Edvin Jurisevic |

|                                                  |            |         |                        |                                                                                   |
| 11 oktober 2011 «onderlinge duels» 18:00 (UTC−3) | Suriname   | 1 – 3   | Dominicaanse Republiek | André Kamperveenstadion, Paramaribo Toeschouwers: 1.200 Scheidsrechter: Paul Ward |
| 11 oktober 2011 «onderlinge duels» 18:00 (UTC−3) | Kwasie 81' | Verslag | 9' Faña 47', 76' Ozuna | André Kamperveenstadion, Paramaribo Toeschouwers: 1.200 Scheidsrechter: Paul Ward |

|                                                  |                                                  |         |                 |                                                                                |
| 11 oktober 2011 «onderlinge duels» 19:30 (UTC−6) | El Salvador                                      | 4 – 0   | Kaaimaneilanden | Estadio Cuscatlán, San Salvador Toeschouwers: 17.570 Scheidsrechter: Hugo Cruz |
| 11 oktober 2011 «onderlinge duels» 19:30 (UTC−6) | Turcios 6' Purdy 13' J. Alas 45' Sosa 88' (pen.) | Verslag |                 | Estadio Cuscatlán, San Salvador Toeschouwers: 17.570 Scheidsrechter: Hugo Cruz |

|                                                   |                                                 |         |                 |                                                                                       |
| 11 november 2011 «onderlinge duels» 15:00 (UTC−4) | Dominicaanse Republiek                          | 4 – 0   | Kaaimaneilanden | Estadio Panamericano, San Cristóbal Toeschouwers: 1.000 Scheidsrechter: José Guerrero |
| 11 november 2011 «onderlinge duels» 15:00 (UTC−4) | Navarro 17' Ozuna 38' Rodríguez 64' Morillo 79' | Verslag |                 | Estadio Panamericano, San Cristóbal Toeschouwers: 1.000 Scheidsrechter: José Guerrero |

|                                                   |               |         |                             |                                                                                   |
| 11 november 2011 «onderlinge duels» 20:03 (UTC−3) | Suriname      | 1 – 3   | El Salvador                 | André Kamperveenstadion, Paramaribo Toeschouwers: 500 Scheidsrechter: Marcos Brea |
| 11 november 2011 «onderlinge duels» 20:03 (UTC−3) | Esperance 81' | Verslag | 21', 58' Blanco 78' Sánchez | André Kamperveenstadion, Paramaribo Toeschouwers: 500 Scheidsrechter: Marcos Brea |

|                                                   |                 |         |                        |                                                                                     |
| 14 november 2011 «onderlinge duels» 19:30 (UTC−5) | Kaaimaneilanden | 1 – 1   | Dominicaanse Republiek | Truman Boddenstadion, George Town Toeschouwers: 1.750 Scheidsrechter: James Matthew |
| 14 november 2011 «onderlinge duels» 19:30 (UTC−5) | M. Ebanks 72'   | Verslag | 41' García             | Truman Boddenstadion, George Town Toeschouwers: 1.750 Scheidsrechter: James Matthew |

|                                                   |                                 |         |          |                                                                                   |
| 15 november 2011 «onderlinge duels» 19:30 (UTC−5) | El Salvador                     | 4 – 0   | Suriname | Estadio Cuscatlán, San Salvador Toeschouwers: 9.659 Scheidsrechter: Javier Santos |
| 15 november 2011 «onderlinge duels» 19:30 (UTC−5) | Romero 33', 62' Burgos 76', 83' | Verslag |          | Estadio Cuscatlán, San Salvador Toeschouwers: 9.659 Scheidsrechter: Javier Santos |

### Groep B
Trinidad en Tobago was jarenlang een toonaangevend land in de Caribische sector, het plaatste zich de laatste drie toernooien steeds voor de finale-poule en zelfs in 2006 voor het eindtoernooi. Door een onverwachte nederlaag tegen Bermuda nam het internationaal weinig succesvolle Guyana na drie wedstrijden de leiding in de groep over. Na een late gelijkmaker van de Guyaan Shakes in de wedstrijd tegen Bermuda was Bermuda uitgeschakeld en had Guyana één punt voorsprong op Trinidad en Tobago. Voor 18.000 toeschouwers zorgde Guyana voor een hoogtepunt in de nationale voetbalhistorie door met 2-1 te winnen en zich te plaatsen voor de tweede ronde.
| Nr. | Land               | GW | W | G | V | DV | DT | DS  | Ptn | Resultaat            |
| --- | ------------------ | -- | - | - | - | -- | -- | --- | --- | -------------------- |
| 1   | Guyana             | 6  | 4 | 1 | 1 | 9  | 6  | +3  | 13  | Naar de derde ronde. |
| 2   | Trinidad en Tobago | 6  | 4 | 0 | 2 | 12 | 4  | +8  | 12  |                      |
| 3   | Bermuda            | 6  | 3 | 1 | 2 | 8  | 7  | +1  | 10  |                      |
| 4   | Barbados           | 6  | 0 | 0 | 6 | 2  | 14 | −12 | 0   |                      |

|                                                   |                    |         |         |                                                                                        |
| 2 september 2011 «onderlinge duels» 16:00 (UTC−4) | Trinidad en Tobago | 1 – 0   | Bermuda | Hasely Crawfordstadion, Port of Spain Toeschouwers: 6.000 Scheidsrechter: Jafeth Perea |
| 2 september 2011 «onderlinge duels» 16:00 (UTC−4) | Jones 45'          | Verslag |         | Hasely Crawfordstadion, Port of Spain Toeschouwers: 6.000 Scheidsrechter: Jafeth Perea |

|                                                   |                         |         |          |                                                                                        |
| 2 september 2011 «onderlinge duels» 20:00 (UTC−4) | Guyana                  | 2 – 0   | Barbados | Providence Stadium, Providence Toeschouwers: 4.500 Scheidsrechter: Canaan St Catherine |
| 2 september 2011 «onderlinge duels» 20:00 (UTC−4) | Beveney 26' Pollard 73' | Verslag |          | Providence Stadium, Providence Toeschouwers: 4.500 Scheidsrechter: Canaan St Catherine |

|                                                   |          |         |                        |                                                                               |
| 6 september 2011 «onderlinge duels» 16:00 (UTC−4) | Barbados | 0 – 2   | Trinidad en Tobago     | Nationaal Stadion, Bridgetown Toeschouwers: 775 Scheidsrechter: Elmer Bonilla |
| 6 september 2011 «onderlinge duels» 16:00 (UTC−4) |          | Verslag | 17' Daniel 67' Roberts | Nationaal Stadion, Bridgetown Toeschouwers: 775 Scheidsrechter: Elmer Bonilla |

|                                                   |                |         |           |                                                                                |
| 6 september 2011 «onderlinge duels» 20:00 (UTC−4) | Guyana         | 2 – 1   | Bermuda   | Providence Stadium, Providence Toeschouwers: 3.500 Scheidsrechter: Mark Geiger |
| 6 september 2011 «onderlinge duels» 20:00 (UTC−4) | Mills 50', 60' | Verslag | 90' Smith | Providence Stadium, Providence Toeschouwers: 3.500 Scheidsrechter: Mark Geiger |

|                                                 |          |         |                      |                                                                                 |
| 7 oktober 2011 «onderlinge duels» 16:00 (UTC−4) | Barbados | 0 – 2   | Guyana               | Nationaal Stadion, Bridgetown Toeschouwers: 2.500 Scheidsrechter: Alain Georges |
| 7 oktober 2011 «onderlinge duels» 16:00 (UTC−4) |          | Verslag | 73' Abrams 87' Nurse | Nationaal Stadion, Bridgetown Toeschouwers: 2.500 Scheidsrechter: Alain Georges |

|                                                 |                       |         |                    |                                                                                        |
| 7 oktober 2011 «onderlinge duels» 20:00 (UTC−3) | Bermuda               | 2 – 1   | Trinidad en Tobago | Nationaal Stadion, Devonshire Parish Toeschouwers: 2.243 Scheidsrechter: Jeffrey Solís |
| 7 oktober 2011 «onderlinge duels» 20:00 (UTC−3) | Russell 52' Wells 63' | Verslag | 82' Molino         | Nationaal Stadion, Devonshire Parish Toeschouwers: 2.243 Scheidsrechter: Jeffrey Solís |

|                                                  |                                 |         |          |                                                                                         |
| 11 oktober 2011 «onderlinge duels» 17:00 (UTC−4) | Trinidad en Tobago              | 4 – 0   | Barbados | Hasely Crawfordstadion, Port of Spain Toeschouwers: 3.000 Scheidsrechter: Raymond Bogle |
| 11 oktober 2011 «onderlinge duels» 17:00 (UTC−4) | Peltier 6', 55', 63' Hector 90' | Verslag |          | Hasely Crawfordstadion, Port of Spain Toeschouwers: 3.000 Scheidsrechter: Raymond Bogle |

|                                                  |           |         |            |                                                                                         |
| 11 oktober 2011 «onderlinge duels» 20:00 (UTC−3) | Bermuda   | 1 – 1   | Guyana     | Nationaal Stadion, Devonshire Parish Toeschouwers: 2.573 Scheidsrechter: Rudolph Angela |
| 11 oktober 2011 «onderlinge duels» 20:00 (UTC−3) | Nusum 71' | Verslag | 81' Shakes | Nationaal Stadion, Devonshire Parish Toeschouwers: 2.573 Scheidsrechter: Rudolph Angela |

|                                                   |                             |         |            |                                                                                       |
| 11 november 2011 «onderlinge duels» 15:00 (UTC−4) | Bermuda                     | 2 – 1   | Barbados   | Nationaal Stadion, Devonshire Parish Toeschouwers: 1.000 Scheidsrechter: Otto Barrios |
| 11 november 2011 «onderlinge duels» 15:00 (UTC−4) | Smith 28' (pen.) Steede 49' | Verslag | 7' Adamson | Nationaal Stadion, Devonshire Parish Toeschouwers: 1.000 Scheidsrechter: Otto Barrios |

|                                                   |                        |         |                    |                                                                                       |
| 11 november 2011 «onderlinge duels» 20:00 (UTC−4) | Guyana                 | 2 – 1   | Trinidad en Tobago | Providence Stadium, Providence Toeschouwers: 18.000 Scheidsrechter: Enrico Wijngaarde |
| 11 november 2011 «onderlinge duels» 20:00 (UTC−4) | Shakes 10' L. Cort 81' | Verslag | 90+3' Jones        | Providence Stadium, Providence Toeschouwers: 18.000 Scheidsrechter: Enrico Wijngaarde |

|                                                   |                 |         |                            |                                                                                         |
| 14 november 2011 «onderlinge duels» 20:00 (UTC−4) | Barbados        | 1 – 2   | Bermuda                    | Nationaal Stadion, Devonshire Parish Toeschouwers: 1.000 Scheidsrechter: Roberto Moreno |
| 14 november 2011 «onderlinge duels» 20:00 (UTC−4) | Grosvenor 90+2' | Verslag | 46' Wells 72' (pen.) Smith | Nationaal Stadion, Devonshire Parish Toeschouwers: 1.000 Scheidsrechter: Roberto Moreno |

|                                                   |                       |               |        |                                                                                        |
| 15 november 2011 «onderlinge duels» 17:00 (UTC−4) | Trinidad en Tobago    | 3 – 0 (regl.) | Guyana | Hasely Crawfordstadion, Port of Spain Toeschouwers: 2.000 Scheidsrechter: Marlon Mejía |
| 15 november 2011 «onderlinge duels» 17:00 (UTC−4) | Jones 59' Peltier 69' | Verslag       |        | Hasely Crawfordstadion, Port of Spain Toeschouwers: 2.000 Scheidsrechter: Marlon Mejía |

### Groep C
De Bahama's trokken zich terug, als reden noemde de voetbalbond het niet tijdig gereed komen van het nieuwe nationale stadion en de hoge kosten bij het verplaatsen van de thuiswedstrijden naar een locatie buiten de Bahama's. Panama won alle wedstrijden en plaatste zich zonder problemen voor de derde ronde. 
| Nr. | Land      | GW             | W              | G              | V              | DV             | DT             | DS             | Ptn            | Resultaat            |
| --- | --------- | -------------- | -------------- | -------------- | -------------- | -------------- | -------------- | -------------- | -------------- | -------------------- |
| 1   | Panama    | 4              | 4              | 0              | 0              | 15             | 2              | +13            | 12             | Naar de derde ronde. |
| 2   | Nicaragua | 4              | 2              | 0              | 2              | 5              | 7              | −2             | 6              |                      |
| 3   | Dominica  | 4              | 0              | 0              | 4              | 0              | 11             | −11            | 0              |                      |
|     | Bahama's  | teruggetrokken | teruggetrokken | teruggetrokken | teruggetrokken | teruggetrokken | teruggetrokken | teruggetrokken | teruggetrokken |                      |

|                                                   |          |         |                          |                                                                          |
| 2 september 2011 «onderlinge duels» 18:00 (UTC−4) | Dominica | 0 – 2   | Nicaragua                | Windsor Park, Roseau Toeschouwers: 3.000 Scheidsrechter: Valdin Legister |
| 2 september 2011 «onderlinge duels» 18:00 (UTC−4) |          | Verslag | 1' Leguías 36' Rodríguez | Windsor Park, Roseau Toeschouwers: 3.000 Scheidsrechter: Valdin Legister |

|                                                   |                   |         |                     |                                                                            |
| 6 september 2011 «onderlinge duels» 19:00 (UTC−6) | Nicaragua         | 1 – 2   | Panama              | Estadio Nacional, Managua Toeschouwers: 10.521 Scheidsrechter: Oscar Reyna |
| 6 september 2011 «onderlinge duels» 19:00 (UTC−6) | Torres 18' (e.d.) | Verslag | 7' Tejada 50' Pérez | Estadio Nacional, Managua Toeschouwers: 10.521 Scheidsrechter: Oscar Reyna |

|                                                 |          |         |                                                   |                                                                            |
| 7 oktober 2011 «onderlinge duels» 18:00 (UTC−4) | Dominica | 0 – 5   | Panama                                            | Windsor Park, Roseau Toeschouwers: 4.000 Scheidsrechter: Enrico Wijngaarde |
| 7 oktober 2011 «onderlinge duels» 18:00 (UTC−4) |          | Verslag | 26', 89' Waithe 34' Tejada 57' Pérez 62' Buitrago | Windsor Park, Roseau Toeschouwers: 4.000 Scheidsrechter: Enrico Wijngaarde |

|                                                  |                                     |         |           |                                                                                              |
| 11 oktober 2011 «onderlinge duels» 20:00 (UTC−5) | Panama                              | 5 – 1   | Nicaragua | Estadio Rommel Fernández, Panama-Stad Toeschouwers: 10.846 Scheidsrechter: Edenilson Ventura |
| 11 oktober 2011 «onderlinge duels» 20:00 (UTC−5) | Tejada 27', 64' Pérez 48', 51', 87' | Verslag | 88' Reyes | Estadio Rommel Fernández, Panama-Stad Toeschouwers: 10.846 Scheidsrechter: Edenilson Ventura |

|                                                   |             |         |          |                                                                         |
| 11 november 2011 «onderlinge duels» 19:00 (UTC−6) | Nicaragua   | 1 – 0   | Dominica | Estadio Nacional, Managua Toeschouwers: 2.100 Scheidsrechter: Hugo Cruz |
| 11 november 2011 «onderlinge duels» 19:00 (UTC−6) | Leguías 57' | Verslag |          | Estadio Nacional, Managua Toeschouwers: 2.100 Scheidsrechter: Hugo Cruz |

|                                                   |                                     |         |          |                                                                                        |
| 15 november 2011 «onderlinge duels» 20:00 (UTC−5) | Panama                              | 3 – 0   | Dominica | Estadio Rommel Fernández, Panama-Stad Toeschouwers: 8.000 Scheidsrechter: Terry Vaughn |
| 15 november 2011 «onderlinge duels» 20:00 (UTC−5) | Blackburn 6' Buitrago 20' Pérez 84' | Verslag |          | Estadio Rommel Fernández, Panama-Stad Toeschouwers: 8.000 Scheidsrechter: Terry Vaughn |

### Groep D
Canada was de duidelijke favoriet in deze groep, na drie overwinningen volgde een gelijkspel thuis tegen dreumes Puerto Rico. Enige concurrent de eilandengroep Saint Kitts en Nevis speelde drie keer gelijk en Canada had aan een 0-0 gelijkspel genoeg om zich te kwalificeren. Er was veel kritiek na deze twee gelijke spelen en het nationale team herstelde zich door de laatste wedstrijd met 4-0 van de eilandengroep te winnen.
| Nr. | Land                 | GW | W | G | V | DV | DT | DS  | Ptn | Resultaat            |
| --- | -------------------- | -- | - | - | - | -- | -- | --- | --- | -------------------- |
| 1   | Canada               | 6  | 4 | 2 | 0 | 18 | 1  | +17 | 14  | Naar de derde ronde. |
| 2   | Puerto Rico          | 6  | 2 | 3 | 1 | 8  | 4  | +4  | 9   |                      |
| 3   | Saint Kitts en Nevis | 6  | 1 | 4 | 1 | 6  | 8  | −2  | 7   |                      |
| 4   | Saint Lucia          | 6  | 0 | 1 | 5 | 4  | 23 | −19 | 1   |                      |

|                                                   |                                                     |         |             |                                                                      |
| 2 september 2011 «onderlinge duels» 20:00 (UTC−4) | Canada                                              | 4 – 1   | Saint Lucia | BMO Field, Toronto Toeschouwers: 11.500 Scheidsrechter: Jair Marrufo |
| 2 september 2011 «onderlinge duels» 20:00 (UTC−4) | Simpson 6', 61' De Rosario 50' (pen.) Johnson 90+1' | Verslag | 7' Paul     | BMO Field, Toronto Toeschouwers: 11.500 Scheidsrechter: Jair Marrufo |

|                                                   |                      |       |             |                                                                              |
| 2 september 2011 «onderlinge duels» 20:00 (UTC−4) | Saint Kitts en Nevis | 0 – 0 | Puerto Rico | Warner Park, Basseterre Toeschouwers: 2.500 Scheidsrechter: Ricardo Arellano |
| 2 september 2011 «onderlinge duels» 20:00 (UTC−4) | Verslag              |       |             | Warner Park, Basseterre Toeschouwers: 2.500 Scheidsrechter: Ricardo Arellano |

|                                                   |                       |         |                                             |                                                                                 |
| 6 september 2011 «onderlinge duels» 18:00 (UTC−4) | Saint Lucia           | 2 – 4   | Saint Kitts en Nevis                        | Beausejour Stadium, Gros Islet Toeschouwers: 2.005 Scheidsrechter: Kevin Thomas |
| 6 september 2011 «onderlinge duels» 18:00 (UTC−4) | Pierre 65' Valcin 84' | Verslag | 7' Lake 12' Francis 15' Mitchum 44' Elliott | Beausejour Stadium, Gros Islet Toeschouwers: 2.005 Scheidsrechter: Kevin Thomas |

|                                                   |             |         |                                     |                                                                                            |
| 6 september 2011 «onderlinge duels» 20:00 (UTC−4) | Puerto Rico | 0 – 3   | Canada                              | Estadio Juan Ramón Loubriel, Bayamón Toeschouwers: 4.000 Scheidsrechter: Enrico Wijngaarde |
| 6 september 2011 «onderlinge duels» 20:00 (UTC−4) |             | Verslag | 42' Hume 84' Jackson 90+3' Ricketts | Estadio Juan Ramón Loubriel, Bayamón Toeschouwers: 4.000 Scheidsrechter: Enrico Wijngaarde |

|                                                 |             |               |                                                     |                                                                                  |
| 7 oktober 2011 «onderlinge duels» 18:00 (UTC−4) | Saint Lucia | 0 – 7 (regl.) | Canada                                              | Beausejour Stadium, Gros Islet Toeschouwers: 1.005 Scheidsrechter: Rolando Vidal |
| 7 oktober 2011 «onderlinge duels» 18:00 (UTC−4) |             | Verslag       | 18', 28', 40' Jackson 34', 51' Occéan 72', 86' Hume | Beausejour Stadium, Gros Islet Toeschouwers: 1.005 Scheidsrechter: Rolando Vidal |

|                                                 |             |        |                      |                                                                                      |
| 7 oktober 2011 «onderlinge duels» 20:00 (UTC−4) | Puerto Rico | 1 – 1  | Saint Kitts en Nevis | Estadio Juan Ramón Loubriel, Bayamón Toeschouwers: 2.500 Scheidsrechter: Neal Brizan |
| 7 oktober 2011 «onderlinge duels» 20:00 (UTC−4) | Cabrero 37' | Report | 59' Lake             | Estadio Juan Ramón Loubriel, Bayamón Toeschouwers: 2.500 Scheidsrechter: Neal Brizan |

|                                                  |         |       |             |                                                                           |
| 11 oktober 2011 «onderlinge duels» 19:00 (UTC−4) | Canada  | 0 – 0 | Puerto Rico | BMO Field, Toronto Toeschouwers: 12.178 Scheidsrechter: Stanley Lancaster |
| 11 oktober 2011 «onderlinge duels» 19:00 (UTC−4) | Verslag |       |             | BMO Field, Toronto Toeschouwers: 12.178 Scheidsrechter: Stanley Lancaster |

|                                                  |                      |         |             |                                                                          |
| 11 oktober 2011 «onderlinge duels» 20:00 (UTC−4) | Saint Kitts en Nevis | 1 – 1   | Saint Lucia | Warner Park,Basseterre Toeschouwers: 1.000 Scheidsrechter: Adrian Skeete |
| 11 oktober 2011 «onderlinge duels» 20:00 (UTC−4) | Lake 83'             | Verslag | 74' Valcin  | Warner Park,Basseterre Toeschouwers: 1.000 Scheidsrechter: Adrian Skeete |

|                                                   |                      |       |        |                                                                           |
| 11 november 2011 «onderlinge duels» 20:00 (UTC−4) | Saint Kitts en Nevis | 0 – 0 | Canada | Warner Park, Basseterre Toeschouwers: 4.000 Scheidsrechter: Elmer Bonilla |
| 11 november 2011 «onderlinge duels» 20:00 (UTC−4) | Verslag              |       |        | Warner Park, Basseterre Toeschouwers: 4.000 Scheidsrechter: Elmer Bonilla |

|                                                   |             |               |                                       |                                                                                        |
| 11 november 2011 «onderlinge duels» 20:00 (UTC−4) | Saint Lucia | 0 – 4 (regl.) | Puerto Rico                           | Estadio Juan Ramón Loubriel, Bayamón Toeschouwers: 350 Scheidsrechter: Kenville Holder |
| 11 november 2011 «onderlinge duels» 20:00 (UTC−4) |             | Verslag       | 4' Arrieta 14', 46' Ramos 54' Cabrero | Estadio Juan Ramón Loubriel, Bayamón Toeschouwers: 350 Scheidsrechter: Kenville Holder |

|                                                   |                            |         |             |                                                                                      |
| 14 november 2011 «onderlinge duels» 20:00 (UTC−4) | Puerto Rico                | 3 – 0   | Saint Lucia | Mayagüez Atletiekstadion, Mayagüez Toeschouwers: 1.050 Scheidsrechter: Bryan Willett |
| 14 november 2011 «onderlinge duels» 20:00 (UTC−4) | Ramos 13', 85' Marrero 87' | Verslag |             | Mayagüez Atletiekstadion, Mayagüez Toeschouwers: 1.050 Scheidsrechter: Bryan Willett |

|                                                   |                                                                  |         |                      |                                                                        |
| 15 november 2011 «onderlinge duels» 19:00 (UTC−5) | Canada                                                           | 4 – 0   | Saint Kitts en Nevis | BMO Field, Toronto Toeschouwers: 10.235 Scheidsrechter: Ricardo Cerdas |
| 15 november 2011 «onderlinge duels» 19:00 (UTC−5) | Occéan 28' De Rosario 36' (pen.) Josh Simpson 45+3' Ricketts 88' | Verslag |                      | BMO Field, Toronto Toeschouwers: 10.235 Scheidsrechter: Ricardo Cerdas |

### Groep E
Guatemala had weinig problemen zich te plaatsen voor de derde ronde, na vier van de zes wedstrijden was het al zeker mede doordat de andere (bescheiden) landen veel punten aan elkaar verspeelden.
| Nr. | Land                           | GW | W | G | V | DV | DT | DS  | Ptn | Resultaat            |
| --- | ------------------------------ | -- | - | - | - | -- | -- | --- | --- | -------------------- |
| 1   | Guatemala                      | 6  | 6 | 0 | 0 | 19 | 3  | +16 | 18  | Naar de derde ronde. |
| 2   | Belize                         | 6  | 2 | 1 | 3 | 9  | 10 | −1  | 7   |                      |
| 3   | Saint Vincent en de Grenadines | 6  | 1 | 2 | 3 | 4  | 12 | −8  | 5   |                      |
| 4   | Grenada                        | 6  | 1 | 1 | 4 | 7  | 14 | −7  | 4   |                      |

|                                                   |         |         |                              |                                                                                               |
| 2 september 2011 «onderlinge duels» 15:30 (UTC−4) | Grenada | 0 – 3   | Belize                       | Grenada Nationaal Stadion, Saint George's Toeschouwers: 2.600 Scheidsrechter: David Rubalcaba |
| 2 september 2011 «onderlinge duels» 15:30 (UTC−4) |         | Verslag | 11', 79' McCaulay 35' Róches | Grenada Nationaal Stadion, Saint George's Toeschouwers: 2.600 Scheidsrechter: David Rubalcaba |

|                                                   |                                               |         |                                | |
| 2 september 2011 «onderlinge duels» 20:00 (UTC−6) | Guatemala                                     | 4 – 0   | Saint Vincent en de Grenadines | Estadio Nacional Doroteo Guamuch Flores, Guatemala-Stad Toeschouwers: 24.000 Scheidsrechter: Erick Andino |
| 2 september 2011 «onderlinge duels» 20:00 (UTC−6) | Pappa 15' Flores 31' Rodríguez 53' García 71' | Verslag |                                | Estadio Nacional Doroteo Guamuch Flores, Guatemala-Stad Toeschouwers: 24.000 Scheidsrechter: Erick Andino |

|                                                   |              |         |                         |                                                                      |
| 6 september 2011 «onderlinge duels» 16:05 (UTC−6) | Belize       | 1 – 2   | Guatemala               | FFB Field, Belmopan Toeschouwers: 3.027 Scheidsrechter: Marlon Mejía |
| 6 september 2011 «onderlinge duels» 16:05 (UTC−6) | McCaulay 77' | Verslag | 4' Cabrera 75' M. López | FFB Field, Belmopan Toeschouwers: 3.027 Scheidsrechter: Marlon Mejía |

|                                                    |                                |         |               |                                                                            |
| 18 september 2011 «onderlinge duels» 15:00 (UTC−4) | Saint Vincent en de Grenadines | 2 – 1   | Grenada       | Arnos Valestadion, Kingstown Toeschouwers: 2.500 Scheidsrechter: Paul Ward |
| 18 september 2011 «onderlinge duels» 15:00 (UTC−4) | M. Samuel 22' Stewart 72'      | Verslag | 76' Langaigne | Arnos Valestadion, Kingstown Toeschouwers: 2.500 Scheidsrechter: Paul Ward |

|                                                 |                                |         |                                   |                                                                              |
| 7 oktober 2011 «onderlinge duels» 15:05 (UTC−4) | Saint Vincent en de Grenadines | 0 – 3   | Guatemala                         | Arnos Valestadion, Kingstown Toeschouwers: 3.000 Scheidsrechter: Marcos Brea |
| 7 oktober 2011 «onderlinge duels» 15:05 (UTC−4) |                                | Verslag | 44', 58' Rodríguez 71' Pezzarossi | Arnos Valestadion, Kingstown Toeschouwers: 3.000 Scheidsrechter: Marcos Brea |

|                                                 |             |         |                                                       |                                                                          |
| 7 oktober 2011 «onderlinge duels» 15:30 (UTC−6) | Belize      | 1 – 4   | Grenada                                               | FFB Field, Belmopan Toeschouwers: 1.200 Scheidsrechter: Franklin Jarquín |
| 7 oktober 2011 «onderlinge duels» 15:30 (UTC−6) | Simpson 90' | Verslag | 37' Rennie 41' Julien 50' Lancaster Joseph 80' Murray | FFB Field, Belmopan Toeschouwers: 1.200 Scheidsrechter: Franklin Jarquín |

|                                                  |                                                    |         |              | |
| 11 oktober 2011 «onderlinge duels» 20:00 (UTC−6) | Guatemala                                          | 3 – 1   | Belize       | Estadio Nacional Doroteo Guamuch Flores, Guatemala-Stad Toeschouwers: 21.107 Scheidsrechter: José Alfredo Peñaloza |
| 11 oktober 2011 «onderlinge duels» 20:00 (UTC−6) | Gallardo 8' (pen.) M. López 65' C. Ruiz 78' (pen.) | Verslag | 31' McCaulay | Estadio Nacional Doroteo Guamuch Flores, Guatemala-Stad Toeschouwers: 21.107 Scheidsrechter: José Alfredo Peñaloza |

|                                                  |              |         |                                |                                                                                             |
| 15 oktober 2011 «onderlinge duels» 15:00 (UTC−4) | Grenada      | 1 – 1   | Saint Vincent en de Grenadines | Grenada Nationaal Stadion, Saint George's Toeschouwers: 2.000 Scheidsrechter: Bryan Willett |
| 15 oktober 2011 «onderlinge duels» 15:00 (UTC−4) | Murray 90+2' | Verslag | 62' M. Samuel                  | Grenada Nationaal Stadion, Saint George's Toeschouwers: 2.000 Scheidsrechter: Bryan Willett |

|                                                   |              |         |                                |                                                                     |
| 11 november 2011 «onderlinge duels» 15:30 (UTC−6) | Belize       | 1 – 1   | Saint Vincent en de Grenadines | FFB Field, Belmopan Toeschouwers: 300 Scheidsrechter: Adrian Skeete |
| 11 november 2011 «onderlinge duels» 15:30 (UTC−6) | McCaulay 22' | Verslag | 11' Stewart                    | FFB Field, Belmopan Toeschouwers: 300 Scheidsrechter: Adrian Skeete |

|                                                   |                            |         |         | |
| 11 november 2011 «onderlinge duels» 20:00 (UTC−6) | Guatemala                  | 3 – 0   | Grenada | Estadio Nacional Doroteo Guamuch Flores, Guatemala-Stad Toeschouwers: 13.710 Scheidsrechter: Neal Brizan |
| 11 november 2011 «onderlinge duels» 20:00 (UTC−6) | García 1', 31' Padilla 45' | Verslag |         | Estadio Nacional Doroteo Guamuch Flores, Guatemala-Stad Toeschouwers: 13.710 Scheidsrechter: Neal Brizan |

|                                                   |                   |         |                                                                      |                                                                                            |
| 15 november 2011 «onderlinge duels» 15:00 (UTC−4) | Grenada           | 1 – 4   | Guatemala                                                            | Grenada Nationaal Stadion, Saint George's Toeschouwers: 200 Scheidsrechter: Rudolph Angela |
| 15 november 2011 «onderlinge duels» 15:00 (UTC−4) | Rennie 37' (pen.) | Verslag | 67' (e.d.) Williams 77' Thompson 84' Ramírez 90' (e.d) Lyndon Joseph | Grenada Nationaal Stadion, Saint George's Toeschouwers: 200 Scheidsrechter: Rudolph Angela |

|                                                   |                                |         |                          |                                                                             |
| 15 november 2011 «onderlinge duels» 15:00 (UTC−4) | Saint Vincent en de Grenadines | 0 – 2   | Belize                   | Arnos Valestadion, Kingstown Toeschouwers: 500 Scheidsrechter: Kevin Thomas |
| 15 november 2011 «onderlinge duels» 15:00 (UTC−4) |                                | Verslag | 78', 81' (pen.) McCaulay | Arnos Valestadion, Kingstown Toeschouwers: 500 Scheidsrechter: Kevin Thomas |

### Groep F
Antigua en Barbuda had net als Guyana een bescheiden historie op voetbalgebied, maar begon de kwalificatie voortvarend met vier duidelijke overwinningen. Concurrent en voormalig WK-deelnemer in 1974 Haïti kwam niet verder dan een 2-2 gelijkspel thuis tegen Curaçao en liep daardoor averij op. Bij een overwinning zou Antigua en Barbuda geschiedenis schrijven en door een laat doelpunt van Kerry Skepple was de eilandengroep zeker van kwalificatie naar de derde ronde.
| Nr. | Land                        | GW | W | G | V | DV | DT | DS  | Ptn | Resultaat            |
| --- | --------------------------- | -- | - | - | - | -- | -- | --- | --- | -------------------- |
| 1   | Antigua en Barbuda          | 6  | 5 | 0 | 1 | 28 | 5  | +23 | 15  | Naar de derde ronde. |
| 2   | Haïti                       | 6  | 4 | 1 | 1 | 21 | 6  | +15 | 13  |                      |
| 3   | Curaçao                     | 6  | 2 | 1 | 3 | 15 | 15 | 0   | 7   |                      |
| 4   | Amerikaanse Maagdeneilanden | 6  | 0 | 0 | 6 | 2  | 40 | −38 | 0   |                      |

|                                                   |                                                                         |         |                             |                                                                                    |
| 2 september 2011 «onderlinge duels» 15:00 (UTC−5) | Haïti                                                                   | 6 – 0   | Amerikaanse Maagdeneilanden | Sylvio Catorstadion, Port-au-Prince Toeschouwers: 12.000 Scheidsrechter: Hugo Cruz |
| 2 september 2011 «onderlinge duels» 15:00 (UTC−5) | Marcelin 18' Maurice 27' Pierre-Louis 44' Monuma 61' Alexandre 65', 78' | Verslag |                             | Sylvio Catorstadion, Port-au-Prince Toeschouwers: 12.000 Scheidsrechter: Hugo Cruz |

|                                                   |                                                           |         |                        |                                                                                            |
| 2 september 2011 «onderlinge duels» 19:00 (UTC−4) | Antigua en Barbuda                                        | 5 – 2   | Curaçao                | Sir Vivian Richards Stadium, North Sound Toeschouwers: 2.000 Scheidsrechter: Javier Santos |
| 2 september 2011 «onderlinge duels» 19:00 (UTC−4) | M. Joseph 42' Griffith 45+2' T. Thomas 54' Byers 75', 80' | Verslag | 9' Meulens 74' Siberie | Sir Vivian Richards Stadium, North Sound Toeschouwers: 2.000 Scheidsrechter: Javier Santos |

|                                                   |                             |         |                                                                                  |                                                                                          |
| 6 september 2011 «onderlinge duels» 15:30 (UTC−4) | Amerikaanse Maagdeneilanden | 1 – 8   | Antigua en Barbuda                                                               | Paul E. Joseph Stadium, Frederiksted Toeschouwers: 250 Scheidsrechter: Stanley Lancaster |
| 6 september 2011 «onderlinge duels» 15:30 (UTC−4) | Browne 49'                  | Verslag | 18' Christian 38' (pen.), 51', 57' Byers 47' Cochrane 54' Dublin 68', 74' Burton | Paul E. Joseph Stadium, Frederiksted Toeschouwers: 250 Scheidsrechter: Stanley Lancaster |

|                                                   |                            |         |                                                             |                                                                                   |
| 6 september 2011 «onderlinge duels» 20:00 (UTC−4) | Curaçao                    | 2 – 4   | Haïti                                                       | Ergilio Hatostadion, Willemstad Toeschouwers: 5.000 Scheidsrechter: Jeffrey Solís |
| 6 september 2011 «onderlinge duels» 20:00 (UTC−4) | de Waard 12' Zimmerman 43' | Verslag | 37' Lafrance 58' Marcelin 61' Guerrier 75' (e.d.) Zimmerman | Ergilio Hatostadion, Willemstad Toeschouwers: 5.000 Scheidsrechter: Jeffrey Solís |

|                                                 |                             |         |                                                                          |                                                                                        |
| 7 oktober 2011 «onderlinge duels» 16:00 (UTC−4) | Amerikaanse Maagdeneilanden | 0 – 7   | Haïti                                                                    | Paul E. Joseph Stadium, Frederiksted Toeschouwers: 406 Scheidsrechter: Kenville Holder |
| 7 oktober 2011 «onderlinge duels» 16:00 (UTC−4) |                             | Verslag | 5', 66', 82' (pen.) Maurice 11' Jaggy 57', 74' (pen.) Belfort 64' Goreux | Paul E. Joseph Stadium, Frederiksted Toeschouwers: 406 Scheidsrechter: Kenville Holder |

|                                                 |         |               |                    |                                                                                 |
| 7 oktober 2011 «onderlinge duels» 20:00 (UTC−4) | Curaçao | 0 – 3 (regl.) | Antigua en Barbuda | Ergilio Hatostadion, Willemstad Toeschouwers: 2.563 Scheidsrechter: Oscar Reyna |
| 7 oktober 2011 «onderlinge duels» 20:00 (UTC−4) |         | Verslag       | 73' T. Thomas      | Ergilio Hatostadion, Willemstad Toeschouwers: 2.563 Scheidsrechter: Oscar Reyna |

|                                                  |                                |         |                     |                                                                                     |
| 11 oktober 2011 «onderlinge duels» 15:00 (UTC−5) | Haïti                          | 2 – 2   | Curaçao             | Sylvio Catorstadion, Port-au-Prince Toeschouwers: 7.800 Scheidsrechter: Leon Clarke |
| 11 oktober 2011 «onderlinge duels» 15:00 (UTC−5) | Maurice 25' (pen.) Belfort 60' | Verslag | 7' Siberie 14' Bito | Sylvio Catorstadion, Port-au-Prince Toeschouwers: 7.800 Scheidsrechter: Leon Clarke |

|                                                  |                                                                                        |         |                             |                                                                                            |
| 11 oktober 2011 «onderlinge duels» 19:00 (UTC−4) | Antigua en Barbuda                                                                     | 10 – 0  | Amerikaanse Maagdeneilanden | Sir Vivian Richards Stadium, North Sound Toeschouwers: 1.500 Scheidsrechter: James Matthew |
| 11 oktober 2011 «onderlinge duels» 19:00 (UTC−4) | T. Thomas 7', 41', 78' Byers 24', 31', 40' Burton 55', 65' J. Thomas 86' Murtagh 90+2' | Verslag |                             | Sir Vivian Richards Stadium, North Sound Toeschouwers: 1.500 Scheidsrechter: James Matthew |

|                                                   |                             |         |                          |                                                                                         |
| 11 november 2011 «onderlinge duels» 16:00 (UTC−4) | Amerikaanse Maagdeneilanden | 0 – 3   | Curaçao                  | Paul E. Joseph Stadium, Frederiksted Toeschouwers: 210 Scheidsrechter: Mauricio Navarro |
| 11 november 2011 «onderlinge duels» 16:00 (UTC−4) |                             | Verslag | 8', 14' Siberie 26' Bito | Paul E. Joseph Stadium, Frederiksted Toeschouwers: 210 Scheidsrechter: Mauricio Navarro |

|                                                   |                    |         |       |                                                                                          |
| 11 november 2011 «onderlinge duels» 19:00 (UTC−4) | Antigua en Barbuda | 1 – 0   | Haïti | Sir Vivian Richards Stadium, North Sound Toeschouwers: 8.000 Scheidsrechter: José Pineda |
| 11 november 2011 «onderlinge duels» 19:00 (UTC−4) | Skepple 81'        | Verslag |       | Sir Vivian Richards Stadium, North Sound Toeschouwers: 8.000 Scheidsrechter: José Pineda |

|                                                   |                        |         |                    |                                                                                          |
| 15 november 2011 «onderlinge duels» 15:00 (UTC−5) | Haïti                  | 2 – 1   | Antigua en Barbuda | Sylvio Catorstadion, Port-au-Prince Toeschouwers: 3.000 Scheidsrechter: Baldomero Toledo |
| 15 november 2011 «onderlinge duels» 15:00 (UTC−5) | Aveska 60' Belfort 67' | Verslag | 10' T. Thomas      | Sylvio Catorstadion, Port-au-Prince Toeschouwers: 3.000 Scheidsrechter: Baldomero Toledo |

|                                                   |                                                            |         |                             |                                                                                     |
| 15 november 2011 «onderlinge duels» 20:00 (UTC−4) | Curaçao                                                    | 6 – 1   | Amerikaanse Maagdeneilanden | Ergilio Hatostadion, Willemstad Toeschouwers: 2.000 Scheidsrechter: Valdin Legister |
| 15 november 2011 «onderlinge duels» 20:00 (UTC−4) | Carmelia 33', 78' Siberie 40', 86' Espacia 73' Cijntje 90' | Verslag | 51' Cornelius               | Ergilio Hatostadion, Willemstad Toeschouwers: 2.000 Scheidsrechter: Valdin Legister |

## Derde ronde
In de derde ronde startten de zes toplanden. Samen met de zes groepswinnaars uit de tweede ronde speelden zij in drie groepen van vier teams. De nummers een en twee van elke groep plaatste zich voor de vierde ronde.
| Pot 1                                                    | Pot 2                                           | Pot 3 |
| -------------------------------------------------------- | ----------------------------------------------- | --- |
| 1. Verenigde Staten (19) 2. Mexico (27) 3. Honduras (38) | 1. Jamaica (48) 2. Costa Rica (53) 3. Cuba (64) | - El Salvador (92)† - Guyana (109)† - Panama (68)† - Canada (84)† - Guatemala (125)† - Antigua en Barbuda (101)† |

† Winnaars uit de tweede ronde ronde.

### Groep A
De Verenigde Staten waren de absolute favorieten, maar kende een moeilijk begin, na een moeizame zege op Antigua en Barbuda volgde een gelijkspel tegen Guatemala en een nederlaag tegen medekoploper Jamaica. Jamaica, dat op de tweede speeldag dure punten verspeelde tegen Antigua verloor de return met 1-0 door een doelpunt van Hérculez Gómez. Na vier speeldagen stonden Jamaica, de Verenigde Staten en Guatemala bovenaan met zeven punten uit vier wedstrijden.
Terwijl de Verenigde Staten pas in de 90e minuut het winnende doelpunt scoorde tegen Antigua dankzij de tweede van Eddie Johnston boekte Guatemala een belangrijke zege op Jamaïca dankzij een laat doelpunt van topscorer Carlos Ruiz. Voor de laatste speeldag hadden de Verenigde Staten en Guatemala een voorsprong van drie punten op Jamaica, het doelsaldo was van beiden landen +3, Jamaica nul, de koplopers speelden tegen elkaar. Guatemala opende al snel de score via Ruiz, maar al voor de eerste helft nam de Verenigde Staten een veilige 3-1 voorsprong. Jamaica had al een 2-0 voorsprong voor rust tegen Antigua, het werd nog even spannend na een tegentreffer, maar in het laatste kwartier scoorde Jamaica twee maal, waardoor het land boven Guatemala eindigde op doelsaldo en zich voor de eerste keer sinds 2002 plaatste voor de finale-poule.
| Nr. | Land               | GW | W | G | V | DV | DT | DS | Ptn | Resultaat             |
| --- | ------------------ | -- | - | - | - | -- | -- | -- | --- | --------------------- |
| 1   | Verenigde Staten   | 6  | 4 | 1 | 1 | 11 | 6  | +5 | 13  | Naar de vierde ronde. |
| 2   | Jamaica            | 6  | 3 | 1 | 2 | 9  | 6  | +3 | 10  | Naar de vierde ronde. |
| 3   | Guatemala          | 6  | 3 | 1 | 2 | 9  | 8  | +1 | 10  |                       |
| 4   | Antigua en Barbuda | 6  | 0 | 1 | 5 | 4  | 13 | −9 | 1   |                       |

|                                              |                                                    |         |                    |                                                                             |
| 8 juni 2012 «onderlinge duels» 19:11 (UTC−4) | Verenigde Staten                                   | 3 − 1   | Antigua en Barbuda | Raymond James Stadium, Tampa Toeschouwers: 23.971 Scheidsrechter: Hugo Cruz |
| 8 juni 2012 «onderlinge duels» 19:11 (UTC−4) | Bocanegra 8' Dempsey 44' (pen.) Hérculez Gómez 72' | Verslag | 65' Byers          | Raymond James Stadium, Tampa Toeschouwers: 23.971 Scheidsrechter: Hugo Cruz |

|                                              |                          |         |                  |                                                                                 |
| 8 juni 2012 «onderlinge duels» 03:30 (UTC−5) | Jamaica                  | 2 − 1   | Guatemala        | Independence Park, Kingston Toeschouwers: 14.000 Scheidsrechter: Roberto Moreno |
| 8 juni 2012 «onderlinge duels» 03:30 (UTC−5) | Phillips 40' Johnson 46' | Verslag | 90+2' Pezzarossi | Independence Park, Kingston Toeschouwers: 14.000 Scheidsrechter: Roberto Moreno |

|                                               |                    |       |         |                                                                                                 |
| 12 juni 2012 «onderlinge duels» 19:00 (UTC−4) | Antigua en Barbuda | 0 − 0 | Jamaica | Sir Vivian Richards Stadium, Saint John's Toeschouwers: 8.500 Scheidsrechter: Stanley Lancaster |
| 12 juni 2012 «onderlinge duels» 19:00 (UTC−4) | Verslag            |       |         | Sir Vivian Richards Stadium, Saint John's Toeschouwers: 8.500 Scheidsrechter: Stanley Lancaster |

|                                               |                |         |                  | |
| 12 juni 2012 «onderlinge duels» 20:00 (UTC−6) | Guatemala      | 1 − 1   | Verenigde Staten | Estadio Nacional Doroteo Guamuch Flores, Guatemala-Stad Toeschouwers: 18.000 Scheidsrechter: Joel Aguilar |
| 12 juni 2012 «onderlinge duels» 20:00 (UTC−6) | Marco Papa 81' | Verslag | 39' Dempsey      | Estadio Nacional Doroteo Guamuch Flores, Guatemala-Stad Toeschouwers: 18.000 Scheidsrechter: Joel Aguilar |

|                                                   |                        |         |                  |                                                                                  |
| 7 september 2012 «onderlinge duels» 19:00 (UTC−5) | Jamaica                | 2 − 1   | Verenigde Staten | Independence Park, Kingston Toeschouwers: 25.000 Scheidsrechter: Marco Rodríguez |
| 7 september 2012 «onderlinge duels» 19:00 (UTC−5) | Austin 22' Shelton 62' | Verslag | Dempsey 1'       | Independence Park, Kingston Toeschouwers: 25.000 Scheidsrechter: Marco Rodríguez |

|                                                   |                                       |         |                    | |
| 7 september 2012 «onderlinge duels» 20:00 (UTC−6) | Guatemala                             | 3 − 1   | Antigua en Barbuda | Estadio Nacional Doroteo Guamuch Flores, Guatemala-Stad Toeschouwers: 8.000 Scheidsrechter: Marcos Brea |
| 7 september 2012 «onderlinge duels» 20:00 (UTC−6) | Carlos Ruiz 58', 79' Pezzarossi 90+1' | Verslag | 38' Bryers         | Estadio Nacional Doroteo Guamuch Flores, Guatemala-Stad Toeschouwers: 8.000 Scheidsrechter: Marcos Brea |

|                                                    |                    |         |                 |                                                                                            |
| 11 september 2012 «onderlinge duels» 19:00 (UTC−4) | Antigua en Barbuda | 0 − 1   | Guatemala       | Sir Vivian Richards Stadium, Saint John's Toeschouwers: 5.000 Scheidsrechter: David Gantar |
| 11 september 2012 «onderlinge duels» 19:00 (UTC−4) |                    | Verslag | 25' Carlos Ruiz | Sir Vivian Richards Stadium, Saint John's Toeschouwers: 5.000 Scheidsrechter: David Gantar |

|                                                    |                    |         |         |                                                                                  |
| 12 september 2012 «onderlinge duels» 20:11 (UTC−4) | Verenigde Staten   | 1 − 0   | Jamaica | Columbus Crew Stadium, Columbus Toeschouwers: 23.881 Scheidsrechter: José Pineda |
| 12 september 2012 «onderlinge duels» 20:11 (UTC−4) | Hérculez Gómez 55' | Verslag |         | Columbus Crew Stadium, Columbus Toeschouwers: 23.881 Scheidsrechter: José Pineda |

|                                                  |                    |         |                     |                                                                                           |
| 12 oktober 2012 «onderlinge duels» 19:00 (UTC−4) | Antigua en Barbuda | 1 − 2   | Verenigde Staten    | Sir Vivian Richards Stadium, Saint John's Toeschouwers: 7.000 Scheidsrechter: Neal Brizan |
| 12 oktober 2012 «onderlinge duels» 19:00 (UTC−4) | Blackstock 25'     | Verslag | 20', 90' E. Johnson | Sir Vivian Richards Stadium, Saint John's Toeschouwers: 7.000 Scheidsrechter: Neal Brizan |

|                                                  |                          |         |                    | |
| 12 oktober 2012 «onderlinge duels» 20:00 (UTC−6) | Guatemala                | 2 − 1   | Jamaica            | Estadio Nacional Doroteo Guamuch Flores, Guatemala-Stad Toeschouwers: 20.717 Scheidsrechter: Roberto García |
| 12 oktober 2012 «onderlinge duels» 20:00 (UTC−6) | Figueroa 15' C. Ruiz 85' | Verslag | 60' (pen.) Shelton | Estadio Nacional Doroteo Guamuch Flores, Guatemala-Stad Toeschouwers: 20.717 Scheidsrechter: Roberto García |

|                                                  |                                              |         |                    |                                                                                |
| 16 oktober 2012 «onderlinge duels» 18:15 (UTC−5) | Jamaica                                      | 4 − 1   | Antigua en Barbuda | Independence Park, Kingston Toeschouwers: 8.000 Scheidsrechter: Wálter Quesada |
| 16 oktober 2012 «onderlinge duels» 18:15 (UTC−5) | Phillips 16' Nosworthy 18' Richards 77', 88' | Verslag | 61' Griffith       | Independence Park, Kingston Toeschouwers: 8.000 Scheidsrechter: Wálter Quesada |

|                                                  |                                |         |            |                                                                                           |
| 16 oktober 2012 «onderlinge duels» 18:15 (UTC−5) | Verenigde Staten               | 3 − 1   | Guatemala  | Livestrong Sporting Park, Kansas City Toeschouwers: 16.947 Scheidsrechter: Roberto Moreno |
| 16 oktober 2012 «onderlinge duels» 18:15 (UTC−5) | Bocanegra 10' Dempsey 18', 36' | Verslag | 5' C. Ruiz | Livestrong Sporting Park, Kansas City Toeschouwers: 16.947 Scheidsrechter: Roberto Moreno |

### Groep B
Groep B bevatte twee duidelijke favorieten: Mexico en Costa Rica. Terwijl Mexico zich met gemak plaatste met zes overwinningen, kwam Costa Rica in de problemen door de twee nederlagen tegen Mexico en een gelijkspel thuis tegen El Salvador. Op de vijfde speeldag won Coista Rica met 0-1 van El Salvador door een doelpunt van José Miguel Cubero, waardoor kwalificatie werd bewerkstelligd.
| Nr. | Land        | GW | W | G | V | DV | DT | DS  | Ptn | Resultaat             |
| --- | ----------- | -- | - | - | - | -- | -- | --- | --- | --------------------- |
| 1   | Mexico      | 6  | 6 | 0 | 0 | 15 | 2  | +13 | 18  | Naar de vierde ronde. |
| 2   | Costa Rica  | 6  | 3 | 1 | 2 | 14 | 5  | +9  | 10  | Naar de vierde ronde. |
| 3   | El Salvador | 6  | 1 | 2 | 3 | 8  | 11 | −3  | 5   |                       |
| 4   | Guyana      | 6  | 0 | 1 | 5 | 5  | 24 | −19 | 1   |                       |

|                                              |                                                              |         |                   |                                                                                |
| 8 juni 2012 «onderlinge duels» 19:00 (UTC−5) | Mexico                                                       | 3 − 1   | Guyana            | Estadio Azteca, Mexico-Stad Toeschouwers: 80.401 Scheidsrechter: Javier Santos |
| 8 juni 2012 «onderlinge duels» 19:00 (UTC−5) | Salcido 10' Giovani dos Santos 15' John Rodrigues 51' (e.d.) | Verslag | 62' (e.d.) Moreno | Estadio Azteca, Mexico-Stad Toeschouwers: 80.401 Scheidsrechter: Javier Santos |

|                                              |                          |         |                                     |                                                                              |
| 8 juni 2012 «onderlinge duels» 20:30 (UTC−6) | Costa Rica               | 2 − 2   | El Salvador                         | Estadio Nacional, San José Toeschouwers: 23.701 Scheidsrechter: Walter Lopez |
| 8 juni 2012 «onderlinge duels» 20:30 (UTC−6) | Saborio 10' Campbell 15' | Verslag | 23' Jose Gutierrez 53' Osael Romero | Estadio Nacional, San José Toeschouwers: 23.701 Scheidsrechter: Walter Lopez |

|                                               |        |         |                                    |                                                                                 |
| 12 juni 2012 «onderlinge duels» 20:00 (UTC−4) | Guyana | 0 − 4   | Costa Rica                         | Providence Stadium, Georgetown Toeschouwers: 11.000 Scheidsrechter: Marcos Brea |
| 12 juni 2012 «onderlinge duels» 20:00 (UTC−4) |        | Verslag | 20', 26', 52' Saborio 72' Campbell | Providence Stadium, Georgetown Toeschouwers: 11.000 Scheidsrechter: Marcos Brea |

|                                               |             |         |                       |                                                                                  |
| 13 juni 2012 «onderlinge duels» 19:33 (UTC−6) | El Salvador | 1 − 2   | Mexico                | Estadio Cuscatlán, San Salvador Toeschouwers: 29.712 Scheidsrechter: José Pineda |
| 13 juni 2012 «onderlinge duels» 19:33 (UTC−6) | Pacheco 64' | Verslag | 60' Zavala 82' Moreno | Estadio Cuscatlán, San Salvador Toeschouwers: 29.712 Scheidsrechter: José Pineda |

|                                                   |                                      |         |               |                                                                                   |
| 7 september 2012 «onderlinge duels» 19:30 (UTC−6) | El Salvador                          | 2 − 2   | Guyana        | Estadio Cuscatlán, San Salvador Toeschouwers: 24.000 Scheidsrechter: Jair Marrufo |
| 7 september 2012 «onderlinge duels» 19:30 (UTC−6) | Isidro Gutiérrez 4' Osael Romero 21' | Verslag | 20', 54' Bobb | Estadio Cuscatlán, San Salvador Toeschouwers: 24.000 Scheidsrechter: Jair Marrufo |

|                                                   |            |         |                        |                                                                                |
| 7 september 2012 «onderlinge duels» 20:05 (UTC−6) | Costa Rica | 0 − 2   | Mexico                 | Estadio Nacional, San José Toeschouwers: 32.500 Scheidsrechter: Roberto Moreno |
| 7 september 2012 «onderlinge duels» 20:05 (UTC−6) |            | Verslag | 43' Salcido 52' Zavala | Estadio Nacional, San José Toeschouwers: 32.500 Scheidsrechter: Roberto Moreno |

|                                                    |                         |         |                                      |                                                                                  |
| 11 september 2012 «onderlinge duels» 20:00 (UTC−4) | Guyana                  | 2 − 3   | El Salvador                          | Providence Stadium, Georgetown Toeschouwers: 4.141 Scheidsrechter: Raymond Bogle |
| 11 september 2012 «onderlinge duels» 20:00 (UTC−4) | Richardson 1' Nurse 62' | Verslag | 12' Osael Romero 56' Alas 76' Burgos | Providence Stadium, Georgetown Toeschouwers: 4.141 Scheidsrechter: Raymond Bogle |

|                                                    |               |         |            |                                                                                    |
| 11 september 2012 «onderlinge duels» 20:00 (UTC−5) | Mexico        | 1 − 0   | Costa Rica | Estadio Azteca, Mexico-Stad Toeschouwers: 44.007 Scheidsrechter: Courtney Campbell |
| 11 september 2012 «onderlinge duels» 20:00 (UTC−5) | Hernández 60' | Verslag |            | Estadio Azteca, Mexico-Stad Toeschouwers: 44.007 Scheidsrechter: Courtney Campbell |

|                                                  |        |         |                                                                              |                                                                                 |
| 12 oktober 2012 «onderlinge duels» 20:00 (UTC−5) | Guyana | 0 − 5   | Mexico                                                                       | BBVA Compass Stadium, Houston Toeschouwers: 12.115 Scheidsrechter: Walter López |
| 12 oktober 2012 «onderlinge duels» 20:00 (UTC−5) |        | Verslag | 78' Guardado 79' Peralta 82' (e.d.) Pollard 84' Hernández Balcázar 86' Reyna | BBVA Compass Stadium, Houston Toeschouwers: 12.115 Scheidsrechter: Walter López |

|                                                  |             |         |            |                                                                                  |
| 12 oktober 2012 «onderlinge duels» 19:30 (UTC−6) | El Salvador | 0 − 1   | Costa Rica | Estadio Cuscatlán, San Salvador Toeschouwers: 35.082 Scheidsrechter: Mark Geiger |
| 12 oktober 2012 «onderlinge duels» 19:30 (UTC−6) |             | Verslag | 31' Cubero | Estadio Cuscatlán, San Salvador Toeschouwers: 35.082 Scheidsrechter: Mark Geiger |

|                                                  |                              |         |             |                                                                           |
| 16 oktober 2012 «onderlinge duels» 20:00 (UTC−5) | Mexico                       | 2 − 0   | El Salvador | Estadio Corona, Torreón Toeschouwers: 26.333 Scheidsrechter: Jafeth Perea |
| 16 oktober 2012 «onderlinge duels» 20:00 (UTC−5) | Peralta 64' J. Hernández 85' | Verslag |             | Estadio Corona, Torreón Toeschouwers: 26.333 Scheidsrechter: Jafeth Perea |

|                                                  |                                                                           |         |        |                                                                                  |
| 16 oktober 2012 «onderlinge duels» 19:00 (UTC−6) | Costa Rica                                                                | 7 − 0   | Guyana | Estadio Nacional, San José Toeschouwers: 27.500 Scheidsrechter: Héctor Rodríguez |
| 16 oktober 2012 «onderlinge duels» 19:00 (UTC−6) | Brenes 10', 48' Gamboa 14' Saborío 51' (pen.), 77' Bolaños 61' Borges 70' | Verslag |        | Estadio Nacional, San José Toeschouwers: 27.500 Scheidsrechter: Héctor Rodríguez |

### Groep C
Favoriet en deelnmemer aan het recente WK Honduras verslikte zich in de eerste wedstrijd en verloor thuis met 0-2 van Panama. In de tweede wedstrijd hield Honduras Canada op een doelpuntloos gelijkspel. en had weer aansluiting na twee zeges op Cuba. Panama stond na vier speeldagen aan de leiding met negen punten, twee meer dan Canada en Honduras. Op de voorlaatste speeldag speelden Panama en Honduras doelpuntloos gelijkspel, Canada won met 3-0 van Cuba en Panama had genoeg aan een punt tegen het toen nog puntloze Cuba en plaatste zich voor de finale-poule. Honduras moest winnen van Canada en deed dat met verve, 8-1 na een 4-0 ruststand, Jerry Bengtson en Carlo Costly scoorden beide drie doelpunten. Al sinds 1998 plaatste Canada niet voor de finale-poule en de vernederende nederlaag werd aangegrepen voetbal professioneler te benaderen.
| Nr. | Land     | GW | W | G | V | DV | DT | DS | Ptn | Resultaat             |
| --- | -------- | -- | - | - | - | -- | -- | -- | --- | --------------------- |
| 1   | Honduras | 6  | 3 | 2 | 1 | 12 | 3  | +9 | 11  | Naar de vierde ronde. |
| 2   | Panama   | 6  | 3 | 2 | 1 | 6  | 2  | +4 | 11  | Naar de vierde ronde. |
| 3   | Canada   | 6  | 3 | 1 | 2 | 6  | 10 | −4 | 10  |                       |
| 4   | Cuba     | 6  | 0 | 1 | 5 | 1  | 10 | −9 | 1   |                       |

|                                              |      |         |                           |                                                                                     |
| 8 juni 2012 «onderlinge duels» 14:00 (UTC−4) | Cuba | 0 − 1   | Canada                    | Estadio Pedro Marrero, Havana Toeschouwers: 7.000 Scheidsrechter: Courtney Campbell |
| 8 juni 2012 «onderlinge duels» 14:00 (UTC−4) |      | Verslag | 54' Occéan 70' Hirschfeld | Estadio Pedro Marrero, Havana Toeschouwers: 7.000 Scheidsrechter: Courtney Campbell |

|                                              |          |         |                | |
| 8 juni 2012 «onderlinge duels» 19:30 (UTC−6) | Honduras | 0 − 2   | Panama         | Estadio Olímpico Metropolitano, San Pedro Sula Toeschouwers: 28.215 Scheidsrechter: Roberto Garcia |
| 8 juni 2012 «onderlinge duels» 19:30 (UTC−6) |          | Verslag | 65', 80' Pérez | Estadio Olímpico Metropolitano, San Pedro Sula Toeschouwers: 28.215 Scheidsrechter: Roberto Garcia |

|                                               |         |       |          |                                                                           |
| 12 juni 2012 «onderlinge duels» 19:45 (UTC−4) | Canada  | 0 − 0 | Honduras | BMO Field, Toronto Toeschouwers: 16.132 Scheidsrechter: Enrico Wijngaarde |
| 12 juni 2012 «onderlinge duels» 19:45 (UTC−4) | Verslag |       |          | BMO Field, Toronto Toeschouwers: 16.132 Scheidsrechter: Enrico Wijngaarde |

|                                               |              |         |      |                                                                                        |
| 12 juni 2012 «onderlinge duels» 20:05 (UTC−5) | Panama       | 1 − 0   | Cuba | Estadio Rommel Fernández, Panama-Stad Toeschouwers: 21.000 Scheidsrechter: Mark Geiger |
| 12 juni 2012 «onderlinge duels» 20:05 (UTC−5) | Barahona 57' | Verslag |      | Estadio Rommel Fernández, Panama-Stad Toeschouwers: 21.000 Scheidsrechter: Mark Geiger |

|                                                   |      |         |                                                |                                                                                  |
| 7 september 2012 «onderlinge duels» 15:00 (UTC−4) | Cuba | 0 − 3   | Honduras                                       | Estadio Pedro Marrero, Havana Toeschouwers: 8.000 Scheidsrechter: Wálter Quesada |
| 7 september 2012 «onderlinge duels» 15:00 (UTC−4) |      | Verslag | 31' Bengtson 63' Bernárdez 90+2' Marvin Chávez | Estadio Pedro Marrero, Havana Toeschouwers: 8.000 Scheidsrechter: Wálter Quesada |

|                                                   |                |         |        |                                                                       |
| 7 september 2012 «onderlinge duels» 19:45 (UTC−4) | Canada         | 1 − 0   | Panama | BMO Field, Toronto Toeschouwers: 17.586 Scheidsrechter: Jeffrey Solis |
| 7 september 2012 «onderlinge duels» 19:45 (UTC−4) | De Rosario 77' | Verslag |        | BMO Field, Toronto Toeschouwers: 17.586 Scheidsrechter: Jeffrey Solis |

|                                                    |                         |         |        |                                                                                          |
| 11 september 2012 «onderlinge duels» 20:05 (UTC−5) | Panama                  | 2 − 0   | Canada | Estadio Rommel Fernández, Panama-Stad Toeschouwers: 20.000 Scheidsrechter: Elmer Bonilla |
| 11 september 2012 «onderlinge duels» 20:05 (UTC−5) | Blackburn 38' Pérez 57' | Verslag |        | Estadio Rommel Fernández, Panama-Stad Toeschouwers: 20.000 Scheidsrechter: Elmer Bonilla |

|                                                    |              |         |      |                                                                                                  |
| 11 september 2012 «onderlinge duels» 19:30 (UTC−6) | Honduras     | 1 − 0   | Cuba | Estadio Olímpico Metropolitano, San Pedro Sula Toeschouwers: 12.000 Scheidsrechter: Walter Lopez |
| 11 september 2012 «onderlinge duels» 19:30 (UTC−6) | Bengtson 32' | Verslag |      | Estadio Olímpico Metropolitano, San Pedro Sula Toeschouwers: 12.000 Scheidsrechter: Walter Lopez |

|                                                  |                                    |         |      |                                                                       |
| 12 oktober 2012 «onderlinge duels» 19:45 (UTC−4) | Canada                             | 3 − 0   | Cuba | BMO Field, Toronto Toeschouwers: 17.712 Scheidsrechter: Javier Santos |
| 12 oktober 2012 «onderlinge duels» 19:45 (UTC−4) | Ricketts 14' Johnson 73' Edgar 78' | Verslag |      | BMO Field, Toronto Toeschouwers: 17.712 Scheidsrechter: Javier Santos |

|                                                  |         |       |          |                                                                                         |
| 12 oktober 2012 «onderlinge duels» 21:05 (UTC−4) | Panama  | 0 − 0 | Honduras | Estadio Rommel Fernández, Panama-Stad Toeschouwers: 27.000 Scheidsrechter: Joel Aguilar |
| 12 oktober 2012 «onderlinge duels» 21:05 (UTC−4) | Verslag |       |          | Estadio Rommel Fernández, Panama-Stad Toeschouwers: 27.000 Scheidsrechter: Joel Aguilar |

|                                                  |           |         |              |                                                                                     |
| 16 oktober 2012 «onderlinge duels» 16:00 (UTC−4) | Cuba      | 1 − 1   | Panama       | Estadio Pedro Marrero, Havana Toeschouwers: 3.500 Scheidsrechter: Stanley Lancaster |
| 16 oktober 2012 «onderlinge duels» 16:00 (UTC−4) | Gómez 37' | Verslag | 77' Barahona | Estadio Pedro Marrero, Havana Toeschouwers: 3.500 Scheidsrechter: Stanley Lancaster |

|                                                  |                                                              |         |          | |
| 16 oktober 2012 «onderlinge duels» 14:00 (UTC−6) | Honduras                                                     | 8 − 1   | Canada   | Estadio Olímpico Metropolitano, San Pedro Sula Toeschouwers: 38.000 Scheidsrechter: Mauricio Morales |
| 16 oktober 2012 «onderlinge duels» 14:00 (UTC−6) | Bengtson 7', 17', 83' Costly 29', 49', 88' Martínez 33', 61' | Verslag | 77' Hume | Estadio Olímpico Metropolitano, San Pedro Sula Toeschouwers: 38.000 Scheidsrechter: Mauricio Morales |

## Vierde ronde
In tegenstelling tot het vorige WK plaatsten Mexico, de Verenigde Staten, Costa Rica en Honduras zich opnieuw voor de finale-poule. De plaatsen van Trinidad en Tobago en El Salvador werden ingenomen door Jamaica en Panama.
In de vierde ronde speelden de groepswinnaars en de nummers 2 uit de derde ronde in een groep. De top drie van de groep plaatste zich voor het eindtoernooi. De nummer vier kwalificeerde zich voor een play-off tegen de winnaar van de OFC-zone. Een loting bepaalde de volgorde van de wedstrijden.
In tegenstelling tot het vorige WK plaatsten Mexico, de Verenigde Staten, Costa Rica en Honduras zich opnieuw vor de derde ronde, Jamaica en Panama namen de plaats in vasn Trinidad en Tobago en El Salvador.

### Eindstand
| Nr. | Land             | GW | W | G | V | DV | DT | DS | Ptn | Resultaat                                 |
| --- | ---------------- | -- | - | - | - | -- | -- | -- | --- | ----------------------------------------- |
| 1   | Verenigde Staten | 10 | 7 | 1 | 2 | 15 | 8  | +7 | 22  | Gekwalificeerd voor het hoofdtoernooi.    |
| 2   | Costa Rica       | 10 | 5 | 3 | 2 | 13 | 7  | +6 | 18  | Gekwalificeerd voor het hoofdtoernooi.    |
| 3   | Honduras         | 10 | 4 | 3 | 3 | 13 | 12 | +1 | 15  | Gekwalificeerd voor het hoofdtoernooi.    |
| 4   | Mexico           | 10 | 2 | 5 | 3 | 7  | 9  | −2 | 11  | Geplaatst voor intercontinentale play-off |
| 5   | Panama           | 10 | 1 | 5 | 4 | 10 | 14 | −4 | 8   |                                           |
| 6   | Jamaica          | 10 | 0 | 5 | 5 | 5  | 13 | −8 | 5   |                                           |

### Wedstrijden

#### Eerste tot en met de zesde speeldag
Topfavoriet Mexico kende een valse start in de finale-poule, het blameerde zich door in het Aztekenstadion met 0-0 gelijk te spelen tegen het bescheiden Jamaica en verspeelde een 0-2 voorsprong in en tegen Honduras in het laatste kwartier. Ook de thuiswedstrijden tegen de Verenigde Staten en Costa Rica eindigden in een doelpuntloos gelijkspel, de Verenigde Staten behaalde pas voor de tweede keer een gelijkspel in het Azteken stadion. Alleen in en tegen Jamaica werd een overwinning behaald in de eerste vijf wedstrijden en het vaak zo aanvalslustige land scoorde slechts drie doelpunten.
Ook de andere favoriet De Verenigde Staten kende een moeilijke start met een 2-1 nederlaag tegen Honduras, in het laatste kwartier scoorde Jerry Bengtson het winnende doelpunt. In de tweede wedstrijd won Verenigde Staten met 1-0 van Costa Rica in een bizarre wedstrijd, het begon al te sneeuwen vlak voor de wedstrijd en tijdens de wedstrijd brak er een sneeuwstorm los, er werd wel vrolijk door gevoetbald, Clint Dempsey scoorde het winnende doelpunt. Costa Rica diende tevergeefs een verzoek in de wedstrijd over te spelen, wedstrijd ging de geschiedenis in als de Snow-Classico. Na een gelijkspel in en tegen Mexico werd drie keer gewonnen en stonden de Verenigde Staten bovenaan met dertien punten, Costa Rica volgde met elf punten, Mexico had acht punten en Honduras zeven punten.
|                                                  |                         |         |                  | |
| 6 februari 2013 «onderlinge duels» 15:00 (UTC−6) | Honduras                | 2 – 1   | Verenigde Staten | Estadio Olímpico Metropolitano, San Pedro Sula Toeschouwers: 32.000 Scheidsrechter: Wálter Quesada |
| 6 februari 2013 «onderlinge duels» 15:00 (UTC−6) | García 40' Bengtson 79' | Verslag | 36' Dempsey      | Estadio Olímpico Metropolitano, San Pedro Sula Toeschouwers: 32.000 Scheidsrechter: Wálter Quesada |

|                                                  |                          |         |                      |                                                                                             |
| 6 februari 2013 «onderlinge duels» 21:00 (UTC−5) | Panama                   | 2 – 2   | Costa Rica           | Estadio Rommel Fernández, Panama-Stad Toeschouwers: 25.000 Scheidsrechter: Francisco Chacón |
| 6 februari 2013 «onderlinge duels» 21:00 (UTC−5) | Henríquez 15' Torres 27' | Verslag | 39' Saborío 84' Ruiz | Estadio Rommel Fernández, Panama-Stad Toeschouwers: 25.000 Scheidsrechter: Francisco Chacón |

|                                                  |         |       |         |                                                                              |
| 6 februari 2013 «onderlinge duels» 20:30 (UTC−6) | Mexico  | 0 – 0 | Jamaica | Estadio Azteca, Mexico-Stad Toeschouwers: 43.002 Scheidsrechter: Mark Geiger |
| 6 februari 2013 «onderlinge duels» 20:30 (UTC−6) | Verslag |       |         | Estadio Azteca, Mexico-Stad Toeschouwers: 43.002 Scheidsrechter: Mark Geiger |

|                                                |                         |         |                    | |
| 22 maart 2013 «onderlinge duels» 15:05 (UTC−6) | Honduras                | 2 – 2   | Mexico             | Estadio Olímpico Metropolitano, San Pedro Sula Toeschouwers: 38.500 Scheidsrechter: Courtney Campbell |
| 22 maart 2013 «onderlinge duels» 15:05 (UTC−6) | Costly 77' Bengtson 80' | Verslag | 28', 54' Hernández | Estadio Olímpico Metropolitano, San Pedro Sula Toeschouwers: 38.500 Scheidsrechter: Courtney Campbell |

|                                                |             |         |               |                                                                                   |
| 22 maart 2013 «onderlinge duels» 20:30 (UTC−5) | Jamaica     | 1 – 1   | Panama        | Independence Park, Kingston Toeschouwers: 25.000 Scheidsrechter: Héctor Rodríguez |
| 22 maart 2013 «onderlinge duels» 20:30 (UTC−5) | Elliott 22' | Verslag | 65' Henríquez | Independence Park, Kingston Toeschouwers: 25.000 Scheidsrechter: Héctor Rodríguez |

|                                                |                  |         |            |                                                                                             |
| 22 maart 2013 «onderlinge duels» 20:11 (UTC−6) | Verenigde Staten | 1 – 0   | Costa Rica | Dick's Sporting Goods Park, Commerce City Toeschouwers: 19.734 Scheidsrechter: Joel Aguilar |
| 22 maart 2013 «onderlinge duels» 20:11 (UTC−6) | Dempsey 16'      | Verslag |            | Dick's Sporting Goods Park, Commerce City Toeschouwers: 19.734 Scheidsrechter: Joel Aguilar |

|                                                |                     |         |         |                                                                                                 |
| 26 maart 2013 «onderlinge duels» 20:00 (UTC−6) | Costa Rica          | 2 – 0   | Jamaica | Estadio Nacional de Costa Rica, San José Toeschouwers: 32.427 Scheidsrechter: Enrico Wijngaarde |
| 26 maart 2013 «onderlinge duels» 20:00 (UTC−6) | Umaña 22' Calvo 82' | Verslag |         | Estadio Nacional de Costa Rica, San José Toeschouwers: 32.427 Scheidsrechter: Enrico Wijngaarde |

|                                                |                     |         |          |                                                                                         |
| 26 maart 2013 «onderlinge duels» 21:00 (UTC−5) | Panama              | 2 – 0   | Honduras | Estadio Rommel Fernández, Panama-Stad Toeschouwers: 18.253 Scheidsrechter: Jair Marrufo |
| 26 maart 2013 «onderlinge duels» 21:00 (UTC−5) | Tejada 2' Pérez 75' | Verslag |          | Estadio Rommel Fernández, Panama-Stad Toeschouwers: 18.253 Scheidsrechter: Jair Marrufo |

|                                                |         |       |                  |                                                                               |
| 26 maart 2013 «onderlinge duels» 20:30 (UTC−6) | Mexico  | 0 – 0 | Verenigde Staten | Estadio Azteca, Mexico-Stad Toeschouwers: 85.500 Scheidsrechter: Walter López |
| 26 maart 2013 «onderlinge duels» 20:30 (UTC−6) | Verslag |       |                  | Estadio Azteca, Mexico-Stad Toeschouwers: 85.500 Scheidsrechter: Walter López |

|                                              |         |         |               |                                                                               |
| 4 juni 2013 «onderlinge duels» 20:35 (UTC−5) | Jamaica | 0 – 1   | Mexico        | Independence Park, Kingston Toeschouwers: 16.483 Scheidsrechter: Joel Aguilar |
| 4 juni 2013 «onderlinge duels» 20:35 (UTC−5) |         | Verslag | 48' De Nigris | Independence Park, Kingston Toeschouwers: 16.483 Scheidsrechter: Joel Aguilar |

|                                              |            |         |          |                                                                                            |
| 7 juni 2013 «onderlinge duels» 20:10 (UTC−6) | Costa Rica | 1 – 0   | Honduras | Estadio Nacional de Costa Rica, San José Toeschouwers: 35.000 Scheidsrechter: Walter López |
| 7 juni 2013 «onderlinge duels» 20:10 (UTC−6) | Miller 25' | Verslag |          | Estadio Nacional de Costa Rica, San José Toeschouwers: 35.000 Scheidsrechter: Walter López |

|                                              |              |         |                          |                                                                                 |
| 7 juni 2013 «onderlinge duels» 20:30 (UTC−5) | Jamaica      | 1 – 2   | Verenigde Staten         | Independence Park, Kingston Toeschouwers: 12.130 Scheidsrechter: Roberto Moreno |
| 7 juni 2013 «onderlinge duels» 20:30 (UTC−5) | Backford 89' | Verslag | 20' Altidore 90+2' Evans | Independence Park, Kingston Toeschouwers: 12.130 Scheidsrechter: Roberto Moreno |

|                                              |         |       |        |                                                                                           |
| 7 juni 2013 «onderlinge duels» 21:05 (UTC−5) | Panama  | 0 – 0 | Mexico | Estadio Rommel Fernández, Panama-Stad Toeschouwers: 27.100 Scheidsrechter: Wálter Quesada |
| 7 juni 2013 «onderlinge duels» 21:05 (UTC−5) | Verslag |       |        | Estadio Rommel Fernández, Panama-Stad Toeschouwers: 27.100 Scheidsrechter: Wálter Quesada |

|                                               |                         |         |         |                                                                                                  |
| 11 juni 2013 «onderlinge duels» 19:00 (UTC−6) | Honduras                | 2 – 0   | Jamaica | Estadio Tiburcio Carías Andino, Tegucigalpa Toeschouwers: 29.000 Scheidsrechter: Marco Rodríguez |
| 11 juni 2013 «onderlinge duels» 19:00 (UTC−6) | García 10' Espinoza 88' | Verslag |         | Estadio Tiburcio Carías Andino, Tegucigalpa Toeschouwers: 29.000 Scheidsrechter: Marco Rodríguez |

|                                               |         |       |            |                                                                              |
| 11 juni 2013 «onderlinge duels» 19:00 (UTC−5) | Mexico  | 0 – 0 | Costa Rica | Estadio Azteca, Mexico-Stad Toeschouwers: 65.753 Scheidsrechter: Mark Geiger |
| 11 juni 2013 «onderlinge duels» 19:00 (UTC−5) | Verslag |       |            | Estadio Azteca, Mexico-Stad Toeschouwers: 65.753 Scheidsrechter: Mark Geiger |

|                                               |                          |         |        |                                                                                |
| 11 juni 2013 «onderlinge duels» 19:08 (UTC−7) | Verenigde Staten         | 2 – 0   | Panama | CenturyLink Field, Seattle Toeschouwers: 40.847 Scheidsrechter: Roberto Garcia |
| 11 juni 2013 «onderlinge duels» 19:08 (UTC−7) | Altidore 36' Johnson 53' | Verslag |        | CenturyLink Field, Seattle Toeschouwers: 40.847 Scheidsrechter: Roberto Garcia |

|                                               |                     |         |        |                                                                                                 |
| 18 juni 2013 «onderlinge duels» 20:00 (UTC−6) | Costa Rica          | 2 – 0   | Panama | Estadio Nacional de Costa Rica, San José Toeschouwers: 35.000 Scheidsrechter: Courtney Campbell |
| 18 juni 2013 «onderlinge duels» 20:00 (UTC−6) | Ruiz 47' Borges 51' | Verslag |        | Estadio Nacional de Costa Rica, San José Toeschouwers: 35.000 Scheidsrechter: Courtney Campbell |

|                                               |                  |         |          |                                                                                 |
| 18 juni 2013 «onderlinge duels» 19:06 (UTC−6) | Verenigde Staten | 1 – 0   | Honduras | Rio Tinto Stadium, Sandy Toeschouwers: 20.250 Scheidsrechter: Enrico Wijngaarde |
| 18 juni 2013 «onderlinge duels» 19:06 (UTC−6) | Altidore 73'     | Verslag |          | Rio Tinto Stadium, Sandy Toeschouwers: 20.250 Scheidsrechter: Enrico Wijngaarde |

#### Zevende en achtste speeldag
Costa Rica kreeg zijn revanche voor de "sneeuwwedstrijd" tegen de Verenigde Staten en won met 3-1. Op de achtste speeldag was een 1-1 gelijkspel tegen Jamaica genoeg zich te plaatsen voor de eindronde, mede doordat het eveneens geplaatste Verenigde Staten met 2-0 van het zieltogende Mexico won. In de tweede helft zorgden Eddie Johnston en Landon Donovan voor de doelpunten, Dempsey miste een strafschop.
Na de moeizame eerste helft van de finale-poule speelde Mexico nog twee matige toernooien, de Confederations Cup (eerste ronde uitgeschakeld) en de Gold Cup (twee maal verloren van Panama), maar de Mexicaanse voetbalbond bleef vertrouwen uitspreken in bondscoach Manuel de la Torre Na drie doelpuntloze gelijkspelen in drie thuiswedstrijden brak Oribe Peralta de ban tegen Honduras, maar tussen de 64e en 66e minuut incasseerde Mexico twee doelpunten, die het niet te boven kwam. Nu was er geen houden meer aan voor la Torre en hij werd op dezelfde dag nog ontslagen, zijn assistent en coach van het goud winnende Olympische team Luis Fernando Tena volgde hem op. Echter na de verliespartij tegen de Verenigde Staten stapte Tena zelf op en werd Victor Vucetich de derde coach in zes dagen. Concurrenten voor de derde en vierde plek in de groep Honduras en Panama speelden gelijk, Honduras had nu drie punten meer dan Panama en Mexico, Panama had een beter doelsaldo dan de Mexicanen.
|                                                   |                                   |         |                  |                                                                                               |
| 6 september 2013 «onderlinge duels» 20:00 (UTC−6) | Costa Rica                        | 3 – 1   | Verenigde Staten | Estadio Nacional de Costa Rica, San José Toeschouwers: 35.000 Scheidsrechter: Marco Rodríguez |
| 6 september 2013 «onderlinge duels» 20:00 (UTC−6) | Acosta 3' Borges 10' Campbell 76' | Verslag | 43' Dempsey      | Estadio Nacional de Costa Rica, San José Toeschouwers: 35.000 Scheidsrechter: Marco Rodríguez |

|                                                   |            |         |                         |                                                                                 |
| 6 september 2013 «onderlinge duels» 20:30 (UTC−5) | Mexico     | 1 – 2   | Honduras                | Estadio Azteca, Mexico-Stad Toeschouwers: 73.981 Scheidsrechter: Roberto Moreno |
| 6 september 2013 «onderlinge duels» 20:30 (UTC−5) | Peralta 6' | Verslag | 64' Bengtson 66' Costly | Estadio Azteca, Mexico-Stad Toeschouwers: 73.981 Scheidsrechter: Roberto Moreno |

|                                                   |         |       |         |                                                                                         |
| 6 september 2013 «onderlinge duels» 21:00 (UTC−5) | Panama  | 0 – 0 | Jamaica | Estadio Rommel Fernández, Panama-Stad Toeschouwers: 20.000 Scheidsrechter: Walter López |
| 6 september 2013 «onderlinge duels» 21:00 (UTC−5) | Verslag |       |         | Estadio Rommel Fernández, Panama-Stad Toeschouwers: 20.000 Scheidsrechter: Walter López |

|                                                    |                         |         |                 |                                                                                              |
| 10 september 2013 «onderlinge duels» 19:00 (UTC−6) | Honduras                | 2 – 2   | Panama          | Estadio Tiburcio Carías Andino, Tegucigalpa Toeschouwers: 26.582 Scheidsrechter: Mark Geiger |
| 10 september 2013 «onderlinge duels» 19:00 (UTC−6) | Costly 27' Palacios 61' | Verslag | 50', 90' Torres | Estadio Tiburcio Carías Andino, Tegucigalpa Toeschouwers: 26.582 Scheidsrechter: Mark Geiger |

|                                                    |                |         |            |                                                                              |
| 10 september 2013 «onderlinge duels» 19:00 (UTC−5) | Jamaica        | 1 – 1   | Costa Rica | Independence Park, Kingston Toeschouwers: 6.100 Scheidsrechter: Jair Marrufo |
| 10 september 2013 «onderlinge duels» 19:00 (UTC−5) | Anderson 90+2' | Verslag | 75' Brenes | Independence Park, Kingston Toeschouwers: 6.100 Scheidsrechter: Jair Marrufo |

|                                                    |                         |         |        |                                                                                        |
| 10 september 2013 «onderlinge duels» 20:06 (UTC−5) | Verenigde Staten        | 2 – 0   | Mexico | Columbus Crew Stadium, Columbus Toeschouwers: 24.584 Scheidsrechter: Courtney Campbell |
| 10 september 2013 «onderlinge duels» 20:06 (UTC−5) | Johnson 50' Donovan 78' | Verslag |        | Columbus Crew Stadium, Columbus Toeschouwers: 24.584 Scheidsrechter: Courtney Campbell |

#### Negende speeldag
Honduras won met 1-0 van het al geplaatste Costa Rica door een doelpunt van Jerry Bengtson en had op de laatste speeldag nog één punt nodig zich rechtstreeks te plaatsen voor de eindronde. Met de kwalificatie van Honduras aanstaande was Mexico tegen Panama extreem belangrijk voor beide landen om de Intercontinentale Play-Off tegen Nieuw-Zeeland te spelen, beide landen hadden evenveel punten, Panama een beter doelsaldo. In een vol Azteken-stadion nam Mexico een 1-0 voorsprong en leek het zijn eerste thuiswedstrijd in deze reeks te winnen door een doelpunt van Oribe Peralta, maar tien minuten voor tijd kreeg Luis Tejada het immense stadion stil door de gelijkmaker te scoren. Een castrophe dreigde voor Mexico, maar vijf minuten voor tijd scoorde Raúl Jiménez met een bicyle kick. Door de belangrijke overwinning zou Mexico genoeg hebben aan een gelijkspel in de laatse wedstrijd om de Play-Off ronde te halen.
|                                                  |              |         |            |                                                                                                  |
| 11 oktober 2013 «onderlinge duels» 15:00 (UTC−6) | Honduras     | 1 – 0   | Costa Rica | Estadio Olímpico Metropolitano, San Pedro Sula Toeschouwers: 38.500 Scheidsrechter: Jair Marrufo |
| 11 oktober 2013 «onderlinge duels» 15:00 (UTC−6) | Bengtson 64' | Verslag |            | Estadio Olímpico Metropolitano, San Pedro Sula Toeschouwers: 38.500 Scheidsrechter: Jair Marrufo |

|                                                  |                         |         |            |                                                                               |
| 11 oktober 2013 «onderlinge duels» 20:30 (UTC−5) | Mexico                  | 2 – 1   | Panama     | Estadio Azteca, Mexico-Stad Toeschouwers: 90.758 Scheidsrechter: Joel Aguilar |
| 11 oktober 2013 «onderlinge duels» 20:30 (UTC−5) | Peralta 40' Jiménez 85' | Verslag | 81' Tejada | Estadio Azteca, Mexico-Stad Toeschouwers: 90.758 Scheidsrechter: Joel Aguilar |

|                                                  |                       |         |         |                                                                                          |
| 11 oktober 2013 «onderlinge duels» 17:36 (UTC−5) | Verenigde Staten      | 2 – 0   | Jamaica | Livestrong Sporting Park, Kansas City Toeschouwers: 18.467 Scheidsrechter: Elmer Bonilla |
| 11 oktober 2013 «onderlinge duels» 17:36 (UTC−5) | Altidore 80' Zusi 77' | Verslag |         | Livestrong Sporting Park, Kansas City Toeschouwers: 18.467 Scheidsrechter: Elmer Bonilla |

#### Tiende speeldag
Honduras verzekerde zich van de derde plaats in de groep door met 2-2 gelijk te spelen tegen Jamaica. Het werd nog spannend om de vierde plaats in de groep, Mexico had vooraf drie punten voorsprong op Panama en speelden beiden tegen de al geplaatste landen. Terwijl Mexico opnieuw een hopeloze indruk maakte en met 2-1 verloor van Costa Rica kwam Panama in de 83e minuut op een 2-1 voorsprong tegen de Verenigde Staten door een doelpunt van Luis Tejada. Een superstunt dreigde, maar net als tegen Mexico ging Panama in de slotfase onderuit, in blessuretijd scoorde het alleen om de eer spelende Verenigde Staten twee doelpunten en dompelde het land in diepe rouw. Uitgerekend de grote concurrent de verenigde Staten zorgde voor een Mexicaanse ontsnapping, bondscoach Victor Vucetich, die slechts twee wedstrijden aan het roer was werd nu al ontslagen. Miguel Herrera werd aangesteld voor één maand om zich alsnog ten koste van Nieuw-Zeeland te plaatsen, hij was de vierde bondscoach in twee maanden.
|                                                                              |                      |         |             |                                                                                            |
| 15 oktober 2013 «onderlinge duels»archiefdatum=19 januari 2025 19:30 (UTC−6) | Costa Rica           | 2 – 1   | Mexico      | Estadio Nacional de Costa Rica, San José Toeschouwers: 35.000 Scheidsrechter: Walter López |
| 15 oktober 2013 «onderlinge duels»archiefdatum=19 januari 2025 19:30 (UTC−6) | Ruiz 26' Saborío 64' | Verslag | 26' Peralta | Estadio Nacional de Costa Rica, San José Toeschouwers: 35.000 Scheidsrechter: Walter López |

|                                                  |                             |         |                        |                                                                             |
| 15 oktober 2013 «onderlinge duels» 20:30 (UTC−5) | Jamaica                     | 2 – 2   | Honduras               | Independence Park, Kingston Toeschouwers: 6.000 Scheidsrechter: Mark Geiger |
| 15 oktober 2013 «onderlinge duels» 20:30 (UTC−5) | Watson 3' Austin 58' (pen.) | Verslag | 1' Costly 33' Figueroa | Independence Park, Kingston Toeschouwers: 6.000 Scheidsrechter: Mark Geiger |

|                                                  |                       |         |                                        |                                                                                              |
| 15 oktober 2013 «onderlinge duels» 20:30 (UTC−5) | Panama                | 2 – 3   | Verenigde Staten                       | Estadio Rommel Fernández, Panama-Stad Toeschouwers: 18.254 Scheidsrechter: Courtney Campbell |
| 15 oktober 2013 «onderlinge duels» 20:30 (UTC−5) | Torres 18' Tejada 83' | Verslag | 64' Orozco 90+2' Zusi 90+3' Jóhannsson | Estadio Rommel Fernández, Panama-Stad Toeschouwers: 18.254 Scheidsrechter: Courtney Campbell |

## Intercontinentale play-off
Na een dramatische kwalificatie had Mexico nog één kans en dat was tegen Nieuw Zeeland. Bondscoach Miguel Herrera riep alleen spelers uit de Mexicaanse competitie, omdat zij gewend waren op grote hoogte te spelen, het befaamde Azteken-Stadion lag op 2.000 meter hoogte en sterspelers als Javier Hernández werden niet opgeroepen. Dat bleek ook in de wedstrijd, want Nieuw-Zeeland werd weggeblazen en scoorde pas vlak voor tijd een tegentreffer (5-1). De return in Wellington was een formaliteit en ook nu was Mexico veel sterker: 2-5, Oribe Peralta scoorde in deze twee confrontaties vijf doelpunten.
|                                                   |                                                      |         |               |                                                                                |
| 13 november 2013 «onderlinge duels» 14:30 (UTC−6) | Mexico                                               | 5 – 1   | Nieuw-Zeeland | Estadio Azteca, Mexico-Stad Toeschouwers: 99.832 Scheidsrechter: Viktor Kassai |
| 13 november 2013 «onderlinge duels» 14:30 (UTC−6) | Aguilar 32' Jiménez 40' Peralta 48', 80' Márquez 84' | Verslag | 85' James     | Estadio Azteca, Mexico-Stad Toeschouwers: 99.832 Scheidsrechter: Viktor Kassai |

|                                                    |                             |         |                                |                                                                                          |
| 20 november 2013 «onderlinge duels» 19:00 (UTC+13) | Nieuw-Zeeland               | 2 – 4   | Mexico                         | Wellington Regional Stadium, Wellington Toeschouwers: 35.206 Scheidsrechter: Felix Brych |
| 20 november 2013 «onderlinge duels» 19:00 (UTC+13) | James 80' (pen.) Fallon 82' | Verslag | 14', 29', 33' Peralta 87' Peña | Wellington Regional Stadium, Wellington Toeschouwers: 35.206 Scheidsrechter: Felix Brych |

 Mexico wint over twee wedstrijden met 9–3 en kwalificeert zich voor het hoofdtoernooi.

## Topschutters
|   | Speler         | Land               | Goals |
| - | -------------- | ------------------ | ----- |
| 1 | Deon McCaulay  | Belize             | 11    |
| 2 | Blas Pérez     | Panama             | 10    |
| 2 | Peter Byers    | Antigua en Barbuda | 10    |
| 4 | Jerry Bengtson | Honduras           | 9     |
| 5 | Clint Dempsey  | Verenigde Staten   | 8     |
| 5 | Álvaro Saborío | Costa Rica         | 8     |
| 7 | Luis Tejada    | Panama             | 7     |
| 7 | Carlo Costly   | Honduras           | 7     |
| 9 | Rocky Siberie  | Curaçao            | 6     |
| 9 | Osael Romero   | El Salvador        | 6     |
| 9 | Carlos Ruiz    | Guatemala          | 6     |